# Španělsko
Španělsko (španělsky  España), plným názvem Španělské království (španělsky a galicijsky Reino de España), je stát v jihozápadní Evropě, přičemž část jeho území leží v Atlantském oceánu, Středozemním moři a Africe. Zaujímá většinu Pyrenejského poloostrova a jeho území zahrnuje také Kanárské ostrovy v Atlantském oceánu, Baleárské ostrovy ve Středozemním moři a autonomní města Ceuta a Melilla v severní Africe. Španělsko sousedí na severu s Francií, Andorrou a Biskajským zálivem, na východě se Středozemním mořem, na jihu s Marokem v Ceutě a Melille a se Spojeným královstvím na Gibraltaru a na západě s Portugalskem a Atlantským oceánem. Pevninská část je poměrně hornatá, převažují zde vysoké náhorní plošiny a pohoří, sever má oceánské podnebí, na jihu panuje středomořské podnebí s horkými léty. Dělí se na 17 autonomních regionů, na ploše asi 506 000 km² žije 49 milionů obyvatel, je tak největší zemí jižní Evropy, druhým největším a čtvrtým nejlidnatějším členským státem Evropské unie. Hlavním a největším městem Španělska je Madrid; mezi další velká města patří Barcelona, Valencie, Sevilla a Zaragoza. Většinu obyvatel tvoří Španělé, nejvíce přistěhovalců pochází z Maroka, Kolumbie a Venezuely. Úředním jazykem je španělština.
V raném starověku byl Pyrenejský poloostrov obýván směsicí iberských a keltských kmenů spolu s dalšími místními předřímskými národy. Po dobytí Pyrenejského poloostrova Římany zde vznikla provincie Hispánie. Po romanizaci a pokřesťanštění Hispánie došlo po pádu Západořímské říše ke stěhování národů ze střední Evropy, včetně Vizigótů, kteří vytvořili Vizigótské království s centrem v Toledu. Na počátku 8. století byla většina poloostrova dobyta Umajjovským chalífátem a během rané islámské vlády se Al-Andalus stal dominantní poloostrovní mocností s centrem v Córdobě. V severní části Pyrenejského poloostrova vzniklo několik křesťanských království, mezi nimi především Asturie, León, Kastilie, Aragonie, Navarra a Portugalsko, které s přestávkami podnikaly vojenskou expanzi na jih, známou jako reconquista, při níž byla potlačována islámská nadvláda na Pyrenejském poloostrově a která vyvrcholila dobytím nasridského království Granady křesťany v roce 1492. Dynastické spojení Kastilské a Aragonské koruny v roce 1479 je často považováno za vznik Španělska jako státu.
Během věku zámořských objevů vytvořilo Španělsko jednu z největších říší v dějinách, která se rozprostírala přes Atlantik do Ameriky a přes Tichý oceán až na Filipínské ostrovy. Potřeba financování říše a transatlantický obchod podpořily vznik globálního obchodního systému poháněného především drahými kovy. Bourbonské reformy v 18. století vedly k centralizaci pevninského Španělska. V 19. století navzdory vítězství v Španělské válce za nezávislost vedly následující politické rozpory mezi liberály a absolutisty nakonec k osamostatnění většiny jeho amerických kolonií. Politická nestabilita vyvrcholila ve 20. století španělskou občanskou válkou, která dala vzniknout frankistické diktatuře trvající až do roku 1975. Po obnovení demokracie na základě španělské ústavy a vstupu do Evropské unie zažila země hospodářský rozmach, který ji hluboce proměnil po společenské i politické stránce. Od dob Siglo de Oro mají španělské umění, architektura, hudba, poezie, malířství, literatura a kuchyně vliv po celém světě, zejména v západní Evropě a Americe. Odrazem velkého kulturního bohatství Španělska je jeden z největších počtů památek Světového dědictví na světě. Je druhou nejnavštěvovanější zemí světa. Její kulturní vliv se vztahuje na více než 600 milionů hispanofonních obyvatel, což ze španělštiny činí druhý nejrozšířenější mateřský jazyk na světě a nejrozšířenější románský jazyk na světě.
Španělsko je sekulární unitární parlamentní demokracií a konstituční monarchií, jejíž oficiální a formální hlavou je král, zákonodárnou moc má dvoukomorový parlament. Španělsko je rozvinutá země s významnou vyspělou ekonomiku, podle nominálního HDP je patnáctá největší na světě (čtvrtá v Evropské unii) a podle parity kupní síly rovněž patnáctá; v indexu lidského rozvoje se umístila na 27. místě. Španělsko je členem Organizace spojených národů, Evropské unie, eurozóny, Severoatlantické aliance, stálým hostem skupiny G20 a je součástí mnoha dalších mezinárodních organizací, jako je Rada Evropy, Organizace iberoamerických států, Unie pro Středomoří, Organizace pro hospodářskou spolupráci a rozvoj, Organizace pro bezpečnost a spolupráci v Evropě a Světová obchodní organizace.

## Název
Název Španělska (España) pochází z názvu Hispania, který používali Římané pro Pyrenejský poloostrov a jeho provincie v době Římské říše. Etymologický původ termínu Hispania je nejistý, ačkoli Féničané označovali tento region jako Spania (což znamená „země králíků“), proto je nejvíce přijímána teorie fénická. O jeho původu existuje řada zpráv a hypotéz:
Jesús Luis Cunchillos [es] tvrdil, že kořenem termínu span je fénické slovo spy, což znamená „kout kovy“. Proto by i-spn-ya znamenalo „země, kde se kují kovy“. Může jít o odvozeninu fénického I-Shpania, což znamená „ostrov králíků“, „země králíků“ nebo „okraj“, což je odkaz na polohu Španělska na konci Středozemního moře; na římských mincích ražených v této oblasti od doby vlády císaře Hadriána je zobrazena ženská postava s králíkem u nohou a Strabón ji nazval „zemí králíků“. Zmíněné slovo ve skutečnosti znamená „daman“, možná proto, že Féničané tato dvě zvířata zaměňovali.
Existuje také tvrzení, že „Hispania“ pochází z baskického slova Ezpanna, což znamená „okraj“ nebo „hranice“, což je další odkaz na skutečnost, že Pyrenejský poloostrov tvoří jihozápadní cíp evropského kontinentu.

## Dějiny

### Dávná historie

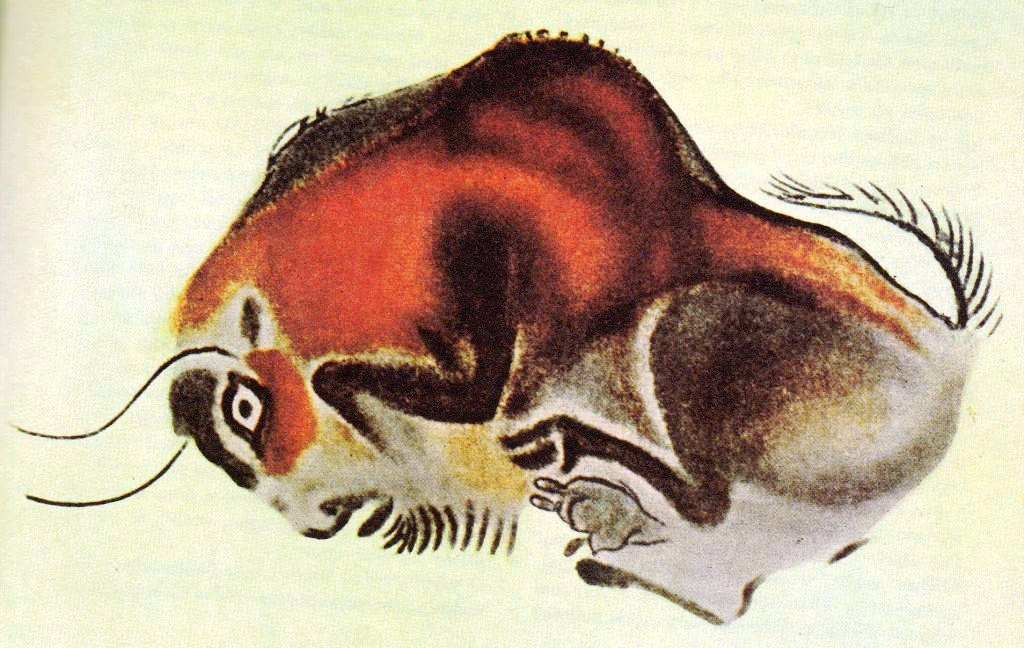
Bizon z Altamiry, moderní rekonstrukce

Anatomicky moderní lidé poprvé dorazili na Pyrenejský poloostrov asi před 42 000 lety. Do doby před 34 000 lety jsou datována jejich první umělecká díla, například ve známé jeskyni Altamira. V historické době jsou zde doloženy četné kmeny, zčásti keltského, zčásti iberského původu (z iberštiny se dochovaly četné jazykové zlomky v nápisech). V pobřežních oblastech se brzy usadili Féničané, kteří založili nejstarší města západní Evropy Cádiz a Malagu.
Ve třetím století př. n. l. sem expandovalo Kartágo, následované Římskou říší. Od 2. století př. n. l. postupně Řím ovládl celý poloostrov a jeho představitelé zde zřídili několik provincií (Lusitania, Baetica, Hispania Tarraconensis). Spolu s tím nastoupila romanizace vycházející z nově zřizovaných či starších městských center, jako byly Toletum (Toledo), Hispalis (Sevilla), Tarraco (Tarragona) či Carthago Nova (Cartagena). Španělsko bylo rodištěm několika římských císařů: Traiana, Hadriána nebo Theodosia I. Všichni tři se patrně narodili ve významném starořímském španělském centru Italica. Křesťanství bylo do země uvedeno již v 1. století, rozšířilo se ve 2. století. Římané stavěli cesty, vodovody, přístavy a zcela změnili tvář celé oblasti – germánské kmeny, které sem začaly pronikat na sklonku antiky v 5. století, tak starověkou Hispánii nalezly jako plně romanizovanou zemi.
Z nových dobyvatelů byli nejúspěšnější germánští Vandalové, Svébové a Vizigóti, kteří nakonec na poloostrově vytvořili stabilní království s centrem v Toledu. Eurich, který nastoupil na vizigótský trůn roku 466, ukončil poslední zbytky římské moci na poloostrově, a může tak být považován za prvního zcela suverénního panovníka Španělska. Původní germánská elita se brzy romanizovala a spolu se starou elitou hispanořímskou vytvořila novou vedoucí vrstvu země. Ruku v ruce s tím došlo i k unifikaci náboženské, když král Rekkared I. roku 589 přestoupil se svými šlechtici ke katolicismu a vzdal se tradičního germánského ariánství. Přesto ve vizigótském království působily odstředivé síly, navenek se projevující častými boji o trůn. Tohoto oslabení ústřední vlády využila arabsko-berberská armáda pod vedením Tárika ibn Zijáda a v osmidenní bitvě porazila vizigótské vojsko roku 711 u Gaudalete. Na příštích několik staletí ovládli většinu Pyrenejského poloostrova muslimové.

### Muslimské Španělsko a reconquista

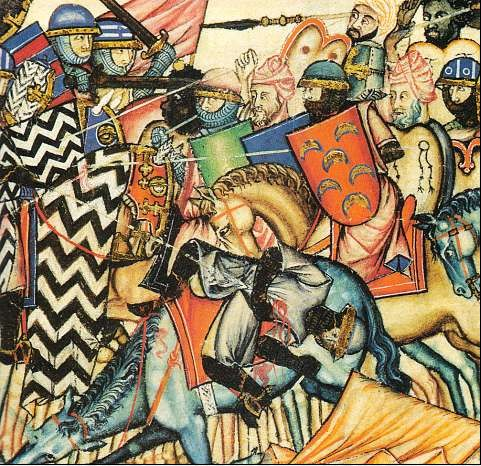
Bitva mezi křesťany a Maury během reconquisty

Berbeři a Arabové ze severní Afriky (na Pyrenejském poloostrově zvaní Maurové) zanechali v zemi nesmazatelné stopy – Španělsko zvané Al-Andalus se stalo nejzápadnější výspou islámského světa prožívajícího právě svůj zlatý věk. Umajjovci založili nejprve Córdobský emirát, který se roku 929 odtrhl od arabské říše, a vznikl tak samostatný Córdobský chalífát. Šlo o vyspělý státní útvar, jenž kulturní a vzdělanostní úrovní převyšoval většinu soudobých evropských států. Jeho města se vyznačovala rozvinutou řemeslnou výrobou a obchodem, pokročilou architekturou a městskou zástavbou, částečně zachovalou v historických jádrech měst jako Córdoba, Granada a Sevilla. Dodnes se dochovala například Mezquita v Córdobě, přestavěná ovšem na katedrálu. V rámci chalífátu víceméně v klidu koexistovali Židé, křesťané i muslimové. Andaluští překladatelé ze všech tří komunit ovlivnili evropskou kulturu mj. tím, že obnovili kontakt se vzdělaností starého Řecka. Roku 1031 se však jednotný córdobský chalífát rozpadl na řadu menších království (tzv. taifas), což umožnilo razantnější nástup reconquisty — znovudobývání Pyrenejského poloostrova křesťany.
Reconquista byla zahájena krátce poté, co Maurové Pyrenejský poloostrov ovládli, podle tradice vítěznou bitvou vizigótského šlechtice Pelaya proti arabskému trestnému oddílu, která se odehrála roku 718 nebo 722 u Covadongy. Poté bylo na severu založeno křesťanské království Asturie, které se později rozšířilo do města León a přijalo jeho jméno. Postupně tu vykrystalizovaly další křesťanské státečky Kastilie, Galicie a Portugalsko. Ve východní části existovala Navarra a později tu vzniklo království Aragon. Tyto státní celky se postupně zapojily do reconquisty. Ta byla dlouhodobým procesem s četnými zvraty, kdy válku střídaly dlouhodobé etapy mírového soužití muslimů s křesťany a židy. Postupně však byly maurské državy zatlačovány k jihu, zatímco křesťanské státy rozšiřovaly svoje území a sjednocovaly se. Rozhodující mezník reconquisty tvoří dobytí Toleda roku 1085, které se stalo základnou pro další výboje k jihu. Dále to byla bitva u Las Navas de Tolosa v roce 1212, v níž maurská vojska utrpěla zdrcující porážku. To vedlo k jejich bezprostřednímu kolapsu a následnému dobytí Sevilly a Córdoby.
Souběžně s procesem dobývání poloostrova se rodila křesťanská vzdělanost. Univerzita v Palencii se roku 1212 stala pátou nejstarší univerzitou v Evropě, brzy ji doplnila Univerzita v Salamance, centrum středověké scholastiky. Ještě vlivnější se později v 16. století stala druhá španělská scholastika nazývaná též Salamanská škola, u níž mnoho myslitelů hledá kořeny moderního ekonomického myšlení na straně jedné a ideje mezinárodního práva a lidských práv na straně druhé.

### 15. století

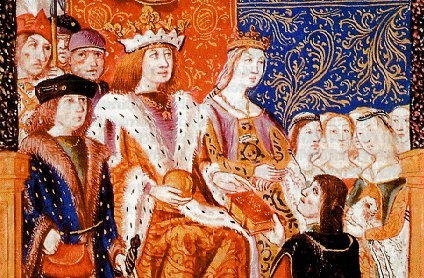
Ferdinand a Isabela

V 15. století představoval maurské panství na Pyrenejském poloostrově už jen malý emirát Granada. Naproti tomu sňatek dědičky kastilského trůnu Isabely Kastilské a dědice aragonského trůnu Ferdinanda II. Aragonského (1469) položil základy k trvalému sjednocení dvou nejmocnějších křesťanských států Pyrenejského poloostrova do Španělského království. Formálně k němu došlo až nástupem na trůn jejich vnuka Karla I. Habsburského, neboť Isabela a Ferdinand vládli samostatně každý ve svém království a v zemi svého partnera byli pouze zástupci panovníka.

Nová společnost nabrala ale rychle mnohem méně tolerantní ráz než stará Andalusie. Již ve 14. století se zdvihla mohutná antisemitská vlna (mj. kvůli pověsti, že Židé šíří mor, který zkosil velkou část populace). K obrovským protižidovským pogromům došlo v polovině 14. století v Aragonu a Toledu, kde bylo zabito 12 000 Židů. V roce 1391 táhly křesťanské pogromistické davy z města do města po celé Kastilii a Aragonii a zabily odhadem 50 000 Židů. Ženy a děti byly prodány jako otroci muslimům a mnoho synagog bylo násilně přeměněno na kostely. Roku 1492 se útlak stal oficiálním a institucionálním: španělským Židům bylo královským Dekretem z Alhambry nařízeno konvertovat ke katolicismu. Kdo nekonvertoval, byl vyhnán. Ze Španělska bylo takto vyhnáno až 200 000 Židů. Azyl našly většinou na osmanských územích. 

Kryštof Kolumbus na obrazu Sebastiana del Piomba

Granadská smlouva, podepsaná roku 1491 posledním maorským vládcem Granady Boabdilem s Ferdinandem a Isabelou, zaručovala náboženskou toleranci vůči muslimům. Ale roku 1492 Granada padla a i islám byl nakonec postaven mimo zákon, v roce 1502 v Kastilském království a v roce 1527 v Aragonském. Španělská muslimská populace konvertovala, většinou formálně, a těmto konvertitům se říkalo moriskové. Po jejich pokusu o povstání v Granadě však byli i oni ze Španělska vyhnáni. Od roku 1609 do roku 1614 bylo přes 300 000 morisků posláno na lodích do severní Afriky. Kosmopolitnost společnosti Pyrenejského poloostrova byla po vyhnání morisků a židů zničena, ale mnoho pozůstatků jejich kultur zůstává ve španělské hudbě, architektuře, jídle a v mnoha dalších věcech.
Ještě za katolických Veličenstev, jak byli Ferdinand a Isabela nazýváni, se Španělsku otevřela cesta k expanzi mimo Pyrenejský poloostrov. Ta se soustředila jednak na Středomoří, kde se již mnohem dříve prosadili Aragonci (Sicílie, Neapolsko ad.), jednak na nové zámořské objevy, které podporovala Kastilie. První objevná plavba byla dílem janovského námořníka Kryštofa Kolumba (1492). Později ho následovali mnozí další objevitelé a dobyvatelé, tzv. conquistadoři – Fernão de Magalhães (Portugalec ve španělských službách), Juan Sebastián Elcano, Juan Ponce de León (objevitel Floridy a Bahamských ostrovů), Francisco Vásquez de Coronado (prozkoumal severoamerické vnitrozemí), Hernán Cortés (dobyvatel Mexika), Francisco Pizarro (vyvrátil Říši Inků) či Hernando de Soto, jenž dobyl Nikaraguu, Peru a rozsáhlé území v povodí řeky Mississippi. V Asii se španělskou kolonií staly Filipíny.
První období španělského dobývání – od Kolumbova prvního přistání na Bahamách do poloviny 16. století – bylo ovšem katastrofou pro původní obyvatele Ameriky. Počet obětí mohl v tomto období dosáhnout až 70 milionů indiánů (z odhadovaných 80 milionů zde žijících), protože nemoci jako neštovice, spalničky, chřipka a tyfus, které do Ameriky přinesli dobyvatelé, předkolumbovské obyvatelstvo zdecimovaly.
V 15. století se změnil význam slova Španělsko (Hispanie). Původně označovalo celý Pyrenejský poloostrov, nyní již jen španělský stát.

### Španělsko za vlády Habsburků v16.–17. století

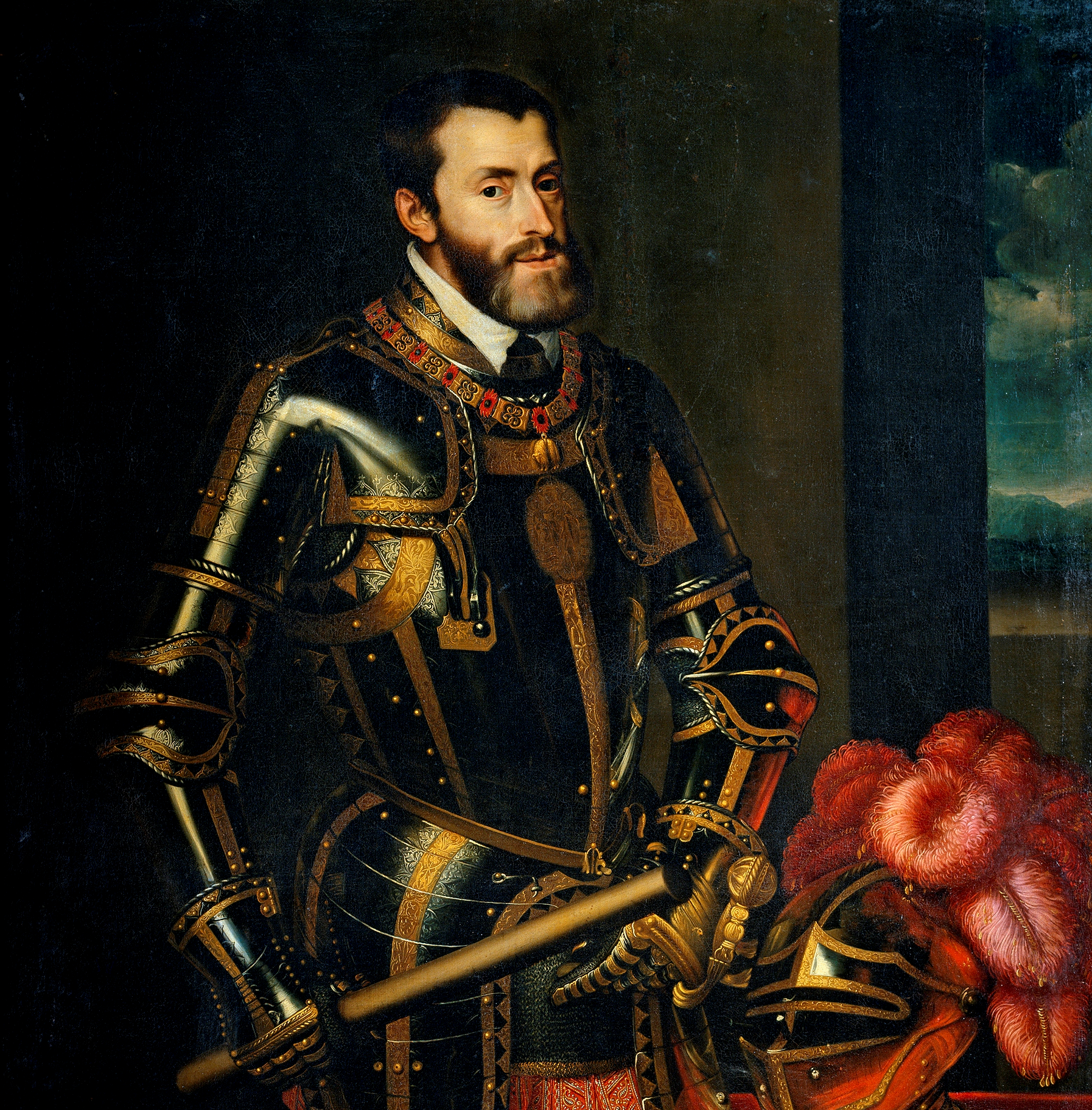
Španělský král a císař Svaté říše římské Karel V., bratr českého krále Ferdinanda I.

V 16. století se Španělsko pod vládou španělských Habsburků Karla V. (1516–1556) a jeho syna Filipa II. (1556–1598) stalo nejmocnější zemí západní a střední Evropy. Období vlády Karla I. a Filipa II. se také označuje jako španělský zlatý věk (Siglo de Oro). Mocenské postavení Filipa II. bylo založeno především na bohatství, které dovážely do země tzv. stříbrné konvoje z nově objevených zámořských zemí, a na rozsahu habsburských držav. Karel V. vládl nejen vlastnímu Španělsku, ale také neapolskému království a Sicílii, Nizozemí a obrovským zámořským državám. Právem mohl tvrdit, že nad jeho zemí Slunce nezapadá. Kromě toho byl dědicem tzv. dědičných habsburských zemí ve střední Evropě, které přenechal v letech 1521–1522 bruselskými smlouvami mladšímu bratru Ferdinandovi. Roku 1519 byl zvolen římským králem a později korunován římským císařem (Karel V.). Roku 1580 byl Filip II. zvolen portugalským králem, a Portugalsko se tak spojilo personální unií se Španělskem (tzv. Iberská unie).

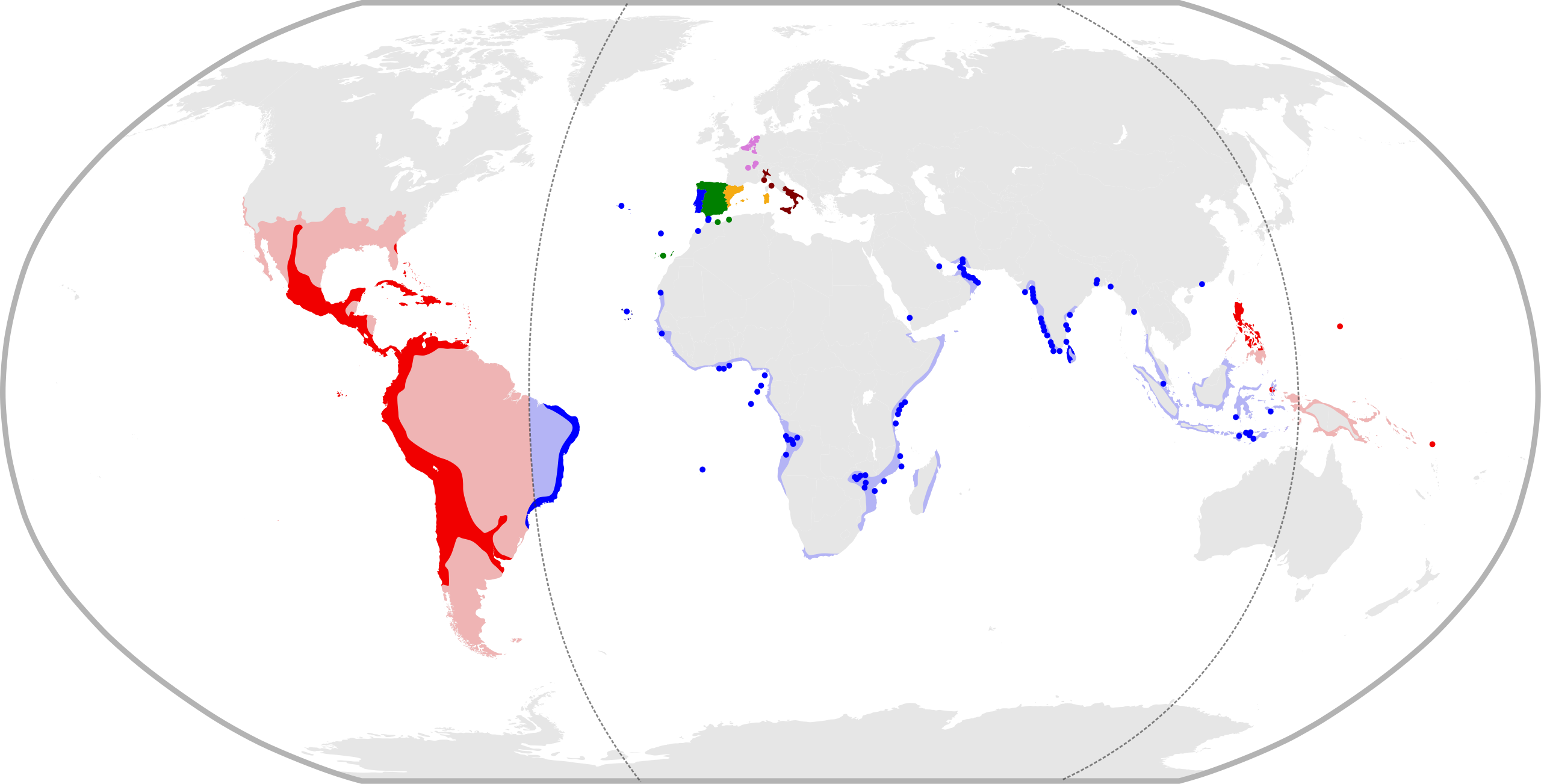
Iberská unie Španělska a Portugalska za vlády Filipa II. Habsburského

Objevení Ameriky a vyvrácení zdejších původních říší přineslo Španělsku velké bohatství, které však nebylo produktivně využíváno na rozvoj výroby a obchodu – z obchodování s dovezeným zbožím bohatli především nizozemští kupci. Většina bohatství plynoucí z amerických kolonií byla spotřebována na přepychový život panovnického dvora a především na nákladné válčení – Karel vedl zdlouhavé italské války s Francií a bojoval s protestanty v říši, Filip válčil v odbojném Nizozemí a neúspěšně se roku 1588 pokoušel o invazi do protestantské Anglie. To se později projevilo v ekonomickém zaostávání Španělska za vyspělými zeměmi západní Evropy. Velkou vinu na tom neslo také nastolení absolutistického systému vlády, který podvazoval hospodářskou i politickou aktivitu měšťanstva, což se projevilo především po potlačení povstání vnitrozemských kastilských měst, které probíhalo v letech 1520–1521 a do historie vstoupilo pod názvem povstání komunérů.
Za vlády Filipa III. (1598–1621) se projevil hospodářský úpadek země naplno. Řemeslná výroba se nerozvíjela, nevznikaly tu ani manufaktury jako v Anglii a Nizozemí. Přitom na poloostrově byl například dostatek kvalitní suroviny na výrobu sukna, neboť v Andalusii se hojně chovaly ovce. Obchodní transakce byly podřízeny vysoké dani, tzv. alcabale.
Španělsko sehrávalo značnou roli při vypuknutí třicetileté války. Někteří historici dokonce označují tuto válku za střet dvou civilizací a způsobu života: španělského a nizozemského. Jenže hospodářský úpadek se projevil i vojenskou slabostí. Španělsko do války vstoupilo jako první mocnost Evropy, ale na jejím konci již bylo jen druhořadým evropským státem. Španělé cítili povinnost vstoupit do tohoto boje, aby zastavili reformační vlnu ve jménu čistého katolicismu, nakonec jim ale ve změti zájmů, jíž tato válka byla, uštědřila nejtvrdší údery katolická Francie.

Porážka osmanské flotily v bitvě u Lepanta roku 1571

Při nájezdech berberských pirátů ze Severní Afriky v 16. až 19. století byly statisíce obyvatel Španělska odvlečeny do otroctví. Mezi piráty bylo mnoho Maurů, kteří se tak mstili za své vyhnání ze Španělska po dobytí Granady roku 1492. Do čela severoafrických pirátů se počátkem 16. století postavil obávaný pirát Chajruddín Barbarossa, který se stal pánem Alžíru a dal se do osmanských služeb. V roce 1571 byla spojená turecko-alžírská flotila poražena Španěly a jejich spojenci v krvavé bitvě u Lepanta, největší námořní bitvě od antických časů. Ale během několika let získali piráti svou převahu ve Středomoří zpět. Pobřeží Itálie, Španělska a středomořských ostrovů bylo prakticky vylidněno, obyvatelé byli odvlečeni do otroctví nebo uprchli do hor. Do otroctví byl unesen i mladý Miguel de Cervantes a několik let žil jako otrok v Alžíru, než byl vykoupen svou rodinou. Definitivní konec pirátství v Severní Africe nastal až roku 1830 po dobytí Alžíru Francouzi.

### 18. století

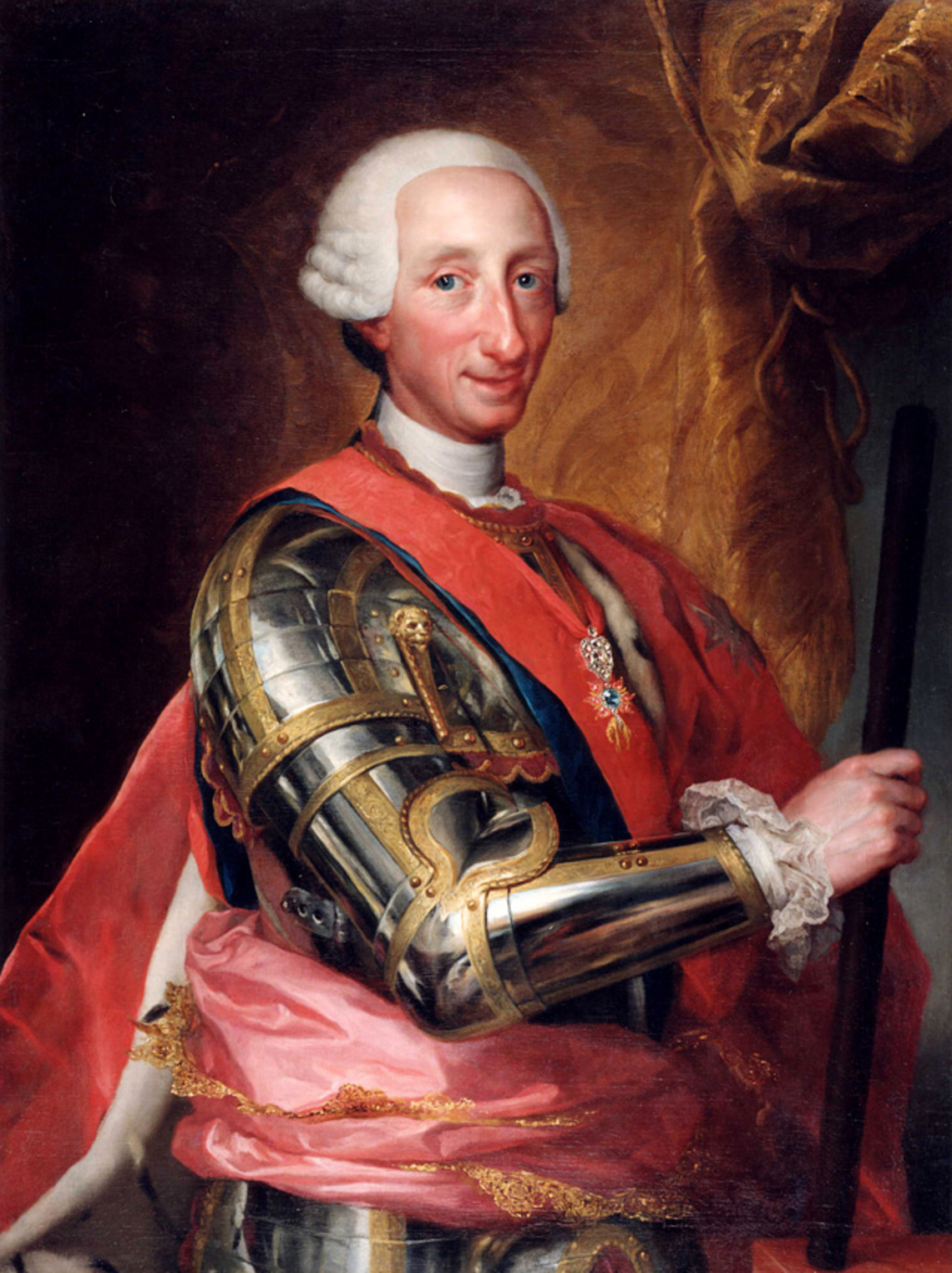
Reformátor Karel III. na portrétu Antona Raphaela Mengse

Roku 1700 zemřel poslední španělský král z rodu Habsburků Karel II., aniž by zanechal mužského dědice. Následně vypukly války o dědictví španělské (1701–1714), do nichž se zapojily všechny tehdejší evropské mocnosti s výjimkou Švédska, Ruska a Osmanské říše. O španělskou korunu usilovali především rakouští Habsburkové a francouzští Bourboni. Uspěli nakonec Bourboni, ovšem museli zaručit, že nikdy nedojde ke spojení francouzského a španělského trůnu v rukou jedné osoby, k čemuž se zavázali v utrechtské mírové smlouvě (1713).
Španělsko též ztratilo své pozice ve Středomoří, neboť tamní území bylo postoupeno jakožto kompenzace rakouským Habsburkům a rodu savojských vévodů. Gibraltar a Menorca připadly Británii. Války prokázaly slabost Španělska, jehož území jimi bylo poničeno. Španělsko během nich přestalo být vnímáno jako velmoc. Nicméně nová bourbonská monarchie modernizovala systém správy a hospodářství podle francouzského vzoru, což přineslo dobré výsledky. Mezi elitou království se díky francouzskému vlivu také začaly prosazovat osvícenské myšlenky.
Nejvíce osvícenských reforem přinesla vláda Karla III. (1759–1788), který mj. ze země vypudil jezuity. Španělsko však bylo oslabováno svou povinností účastnit se všech válek vedených Francií po jejím boku (války o dědictví polské, válka o dědictví rakouské, sedmiletá válka, americká válka za nezávislost). Navíc reformní úsilí bylo rozvráceno za vlády Karla IV. (1788–1808), respektive premiéra Manuela Godoye, jenž si jako královnin milenec získal mimořádný vliv. Na konci 18. století se tak Španělsko ocitlo na prahu ekonomického kolapsu a vojensky neschopné bránit své území. Během francouzských revolučních válek Španělé sice zabránili okupaci, ale za cenu plné závislosti na Francii.

### 19. století

Poprava povstalců v Madridu 3. května 1808, obraz od Francisca Goyi.

Napoleon Bonaparte se roku 1808 rozhodl, že podnikne invazi do Španělska a na španělský trůn dosadil svého bratra Josefa. V letech 1808–1814 probíhal v zemi boj o nezávislost. V odboji vůči Napoleonovi mnozí historici hledají kořeny moderního španělského nacionalismu. V roce 1812 byla v Cádizu přijata protinapoleonskými vlastenci na shromáždění generálních kortesů (stavů) první španělská ústava (neformálně nazývaná La Pepa), na dobové poměry velmi liberální. Válka za nezávislost byla úspěšná, i díky pomoci Britů vedených Arthurem Wellesleyem, pozdějším vévodou z Wellingtonu. Po Vídeňském kongresu došlo k návratu Ferdinanda VII. na španělský trůn a obnovení absolutistických pořádků v zemi. Ústava připravená během povstání tak byla smetena ze stolu. Rafael del Riego roku 1820 vedl povstání, které mělo tuto ústavu oživit. Uspěl, avšak období zvané Trienio Liberal nevydrželo dlouho. Svatá aliance pověřila Francii, aby absolutismus ve Španělsku obnovila. Francouzská armáda vtrhla do Španělska roku 1823. Zastánci ústavy byly poraženi a Riego oběšen.
V 19. století bylo Španělsko chudým státem. Od roku 1809 v Jižní a Střední Americe probíhaly války za osvobození od španělského koloniálního režimu. Hlavními představiteli tohoto osvobozeneckého hnutí byli Simón Bolívar a José de San Martín. V důsledku válek za nezávislost přišlo Španělské impérium v prvních dvou desetiletích 19. století o většinu svých amerických kolonií. V roce 1826 byly jedinými americkými koloniemi, které Španělsko ještě drželo, již jen Kuba a Portoriko. V koloniálním boji o Afriku v 19. století si Španělsko chuť nespravilo a už jen paběrkovalo – získalo Západní Saharu, část Maroka a Rovníkovou Guineu.
Zbytek 19. století se nesl ve znamení bojů mezi zastánci liberální revoluce a absolutistické monarchie, tzv. karlistických válek, a později sporů mezi monarchisty a republikány. Největším úspěchem republikánů byla tzv. slavná revoluce, jež vypukla v roce 1868, a po níž byla královna Isabela II. vyhnána do exilu. Roku 1873 vznikla První španělská republika. Avšak již po roce byla obnovena monarchie. Specifikou sociálního vývoje na konci 19. století byla větší role anarchismu a anarchosyndikalismu oproti jiným zemím a také vznik baskického a katalánského nacionalismu.
V roce 1898 vypukla španělsko-americká válka, ve které Španělsko přišlo o ostrov Kubu, o Portoriko a Filipíny a menší ostrovy v Mikronésii.

### 20. století

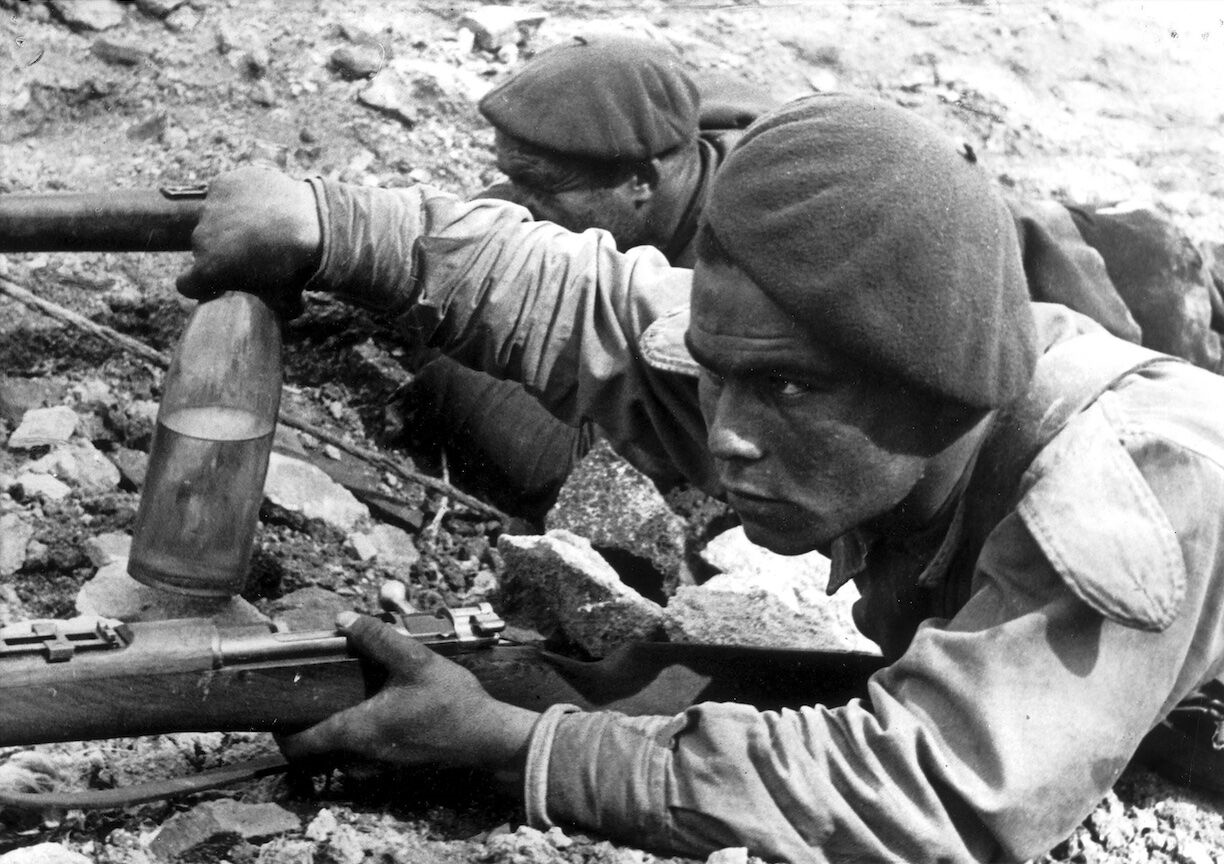
Španělská občanská válka

Počátek 20. století byl ve Španělsku ve znamení klidu, míru[zdroj?] a ekonomického rozvoje. Politická krize vedla však nejprve k nastolení diktatury Miguela Primo de Rivery, a poté k vyhlášení druhé španělské republiky (14. dubna 1931) a odchodu španělského krále Alfonse XIII. do exilu. Sílící sociální a politické konflikty vedly k vypuknutí občanské války mezi republikány a nacionalisty, která si vyžádala přes půl milionu obětí a přinesla též půlmilionovou uprchlickou vlnu. Republikánská strana byla podporována Sovětským svazem, Mexikem a levicovými interbrigádami, nacionalisté měli podporu nacistického Německa a fašistické Itálie. Západní velmoci zůstaly neutrální. Do čela nacionalistických sil se postavil Francisco Franco. 1. dubna 1939 Franco zvítězil a nastolil diktaturu. Vládl až do své smrti v roce 1975. Odhaduje se, že během občanské války a po válce nechal Franco popravit na 180 000 lidí. Již za své vlády Franco rozhodl, že Španělsko se stane monarchií a připravil předání moci vnukovi svrženého krále Juanu Carlosovi.

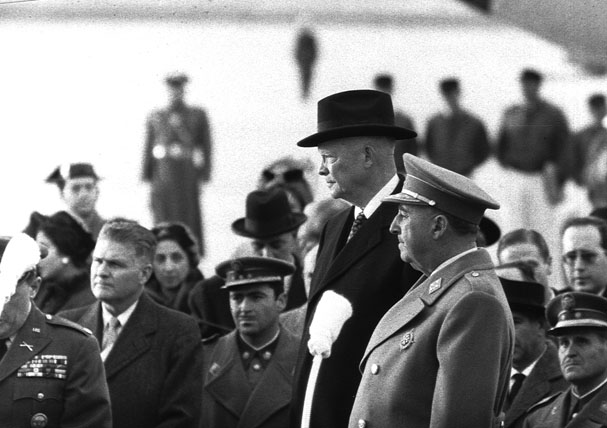
Francisco Franco a Dwight Eisenhower roku 1959

Během druhé světové války zachovávalo Španělsko neutralitu, přestože španělští dobrovolníci z Modré divize bojovali se souhlasem španělské vlády na východní frontě proti Sovětskému svazu. Po válce se dostalo postupně z izolace a díky své jednoznačně antikomunistické vládě se stalo ve studené válce spojencem západního světa. V šedesátých letech zažívalo nebývalý ekonomický rozvoj a došlo i k rozvoji turistického ruchu. V roce 1956 bylo Maroku postoupeno Španělské Maroko a v roce 1976 se Španělsko stáhlo ze Západní Sahary. Francova diskriminační jazyková politika ovšem zhoršila baskický a katalánský problém, v Baskicku přišla reakce v podobě vzniku teroristické organizace ETA roku 1959.
V listopadu 1975 zemřel Franco a byl zahájen poklidný a pozvolný španělský přechod k demokracii, který vyvrcholil přijetím nové ústavy v roce 1978. Velkou roli v tomto procesu sehrál král Juan Carlos I., což tradičně republikánskou levici smířilo s monarchií. Autoritu krále ještě posílilo jeho chování při pokusu o puč roku 1981.
V roce 1982 se stalo Španělsko členem NATO a bylo prvním novým členem od roku 1955. V roce 1982 získalo první levicovou vládu po 43 letech, v čele s Felipe Gonzálezem. V roce 1986 se stalo členem Evropských společenství (od 1993 Evropská unie). V roce 1999 vstoupilo do eurozóny, když kurs národní měny svázalo pevným přepočítacím kurzem s jednotnou evropskou měnou eurem, na kterou roku 2002 přestoupilo.

### 21. století

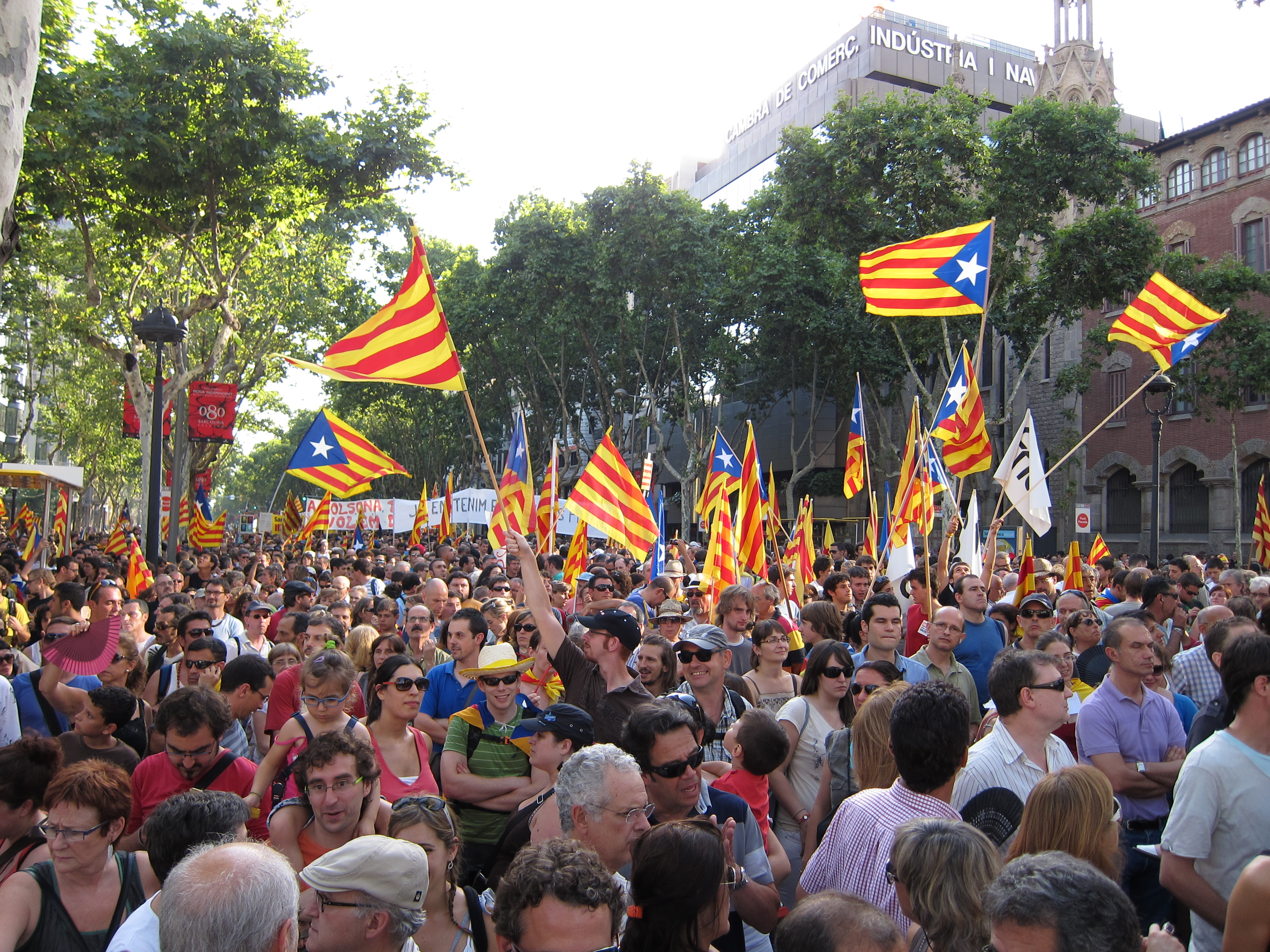
Katalánští separatisté usilující o nezávislost na Španělsku

Od počátku 21. století zažívalo Španělsko hospodářský boom, který však zastavila globální krize roku 2008. Následná španělská finanční krize trvala až do roku 2016. Koncem roku 2011 nezaměstnanost ve Španělsku vzrostla na rekordních 22 %. Počátek 21. století byl zároveň dobou velmi silné imigrace zejména z Jižní Ameriky, Maroka a jihovýchodní Evropy.
Dne 11. března 2004 se madridské příměstské vlaky staly terčem teroristických útoků organizace al-Káida. Při útocích zemřelo 192 lidí a 1460 lidí bylo zraněno. Šlo o největší teroristický útok ve španělské historii. Tyto útoky a neobratná snaha španělské vlády připsat je ETA jsou považovány za jeden z důvodů nečekaného vítězství socialistů ve volbách (42,59 % hlasů) nad favorizovanými lidovci Josého Aznara. Dalším důvodem byl liknavý postup při řešení ekologické katastrofy, kterou způsobila havárie ropného tankeru Prestige u břehů Galicie v listopadu 2002, a Aznarova podpora války v Iráku.
V roce 2005 španělská vláda legalizovala manželství osob stejného pohlaví, a stala se tak třetí na světě, která tak učinila. Liberální trend pokračoval i dále: 18. března 2021 se Španělsko stalo šestou zemí na světě, která uzákonila eutanazii.
José Luis Rodríguez Zapatero a jeho Španělská socialistická dělnická strana (PSOE) v roce 2008 své postavení ve volbách obhájila a dokonce ještě posílila, když místo 164 získala 169 poslaneckých mandátů (43,87 % hlasů). Současně oslabily regionální (nacionalistické) a menší strany. V listopadu 2011 vyhrál volby kandidát opoziční Lidové strany Mariano Rajoy.
V roce 2011 vyhlásila baskická separatistická organizace ETA trvalé příměří a o nezávislost Baskicka na Španělsku chce usilovat pouze mírovou cestou.
V Katalánsku v září 2015 vyhrály regionální volby separatistické strany usilující o nezávislost na Španělsku a o republikánské zřízení. Katalánský premiér Carles Puigdemont vyhlásil na 1. říjen 2017 referendum o nezávislosti Katalánska. 27. října 2017 vyhlásil parlament Katalánska na základě hlasování nezávislost na Španělsku. Senát Španělska však odsouhlasil omezení autonomie a převzetí kontroly nad Katalánskem. V Barceloně na podporu nezávislosti Katalánska demonstrovalo několikrát až půl milionu lidí. Předseda katalánské regionální vlády Puigdemont byl posléze ještě v době Rajoyovy vlády obviněn z povstání a uchýlil se do Belgie. Pak se přes Finsko a Dánsko dostal do Německa, které jej doposud nevydalo k trestnímu stíhání.
Dne 1. června 2018 vyslovil španělský parlament nedůvěru předsedovi vlády Marianu Rajoyovi a tím jej svrhl.

## Státní symboly

### Vlajka
Španělská vlajka je tvořena listem o poměru stran 2 : 3 se třemi vodorovnými pruhy v barvách červené, žluté a červené, o poměru šířek 1 : 2 : 1. Ve žlutém pruhu je umístěn státní znak o výšce 2/3 šířky vlajky. Znak je na vlajce posunutý blíže k žerdi – jeho svislá osa je od ní vzdálená ½ šířky vlajky (⅓ délky).

### Znak
Španělský státní znak je tvořen korunovaným štítem s pěti znaky historických území, se srdečním štítkem rodu Bourbonů a je doplněn Herkulovými sloupy a stuhou se zlatým latinským mottem PLVS VLTRA (česky Dál než to).

### Hymna
Španělská hymna je píseň La Marcha Real (česky Královský pochod). Je jednou z nejstarších evropských hymen a její původ není známý. Existuje několik verzí textu hymny, žádná však nebyla oficiálně schválena.

## Geografie

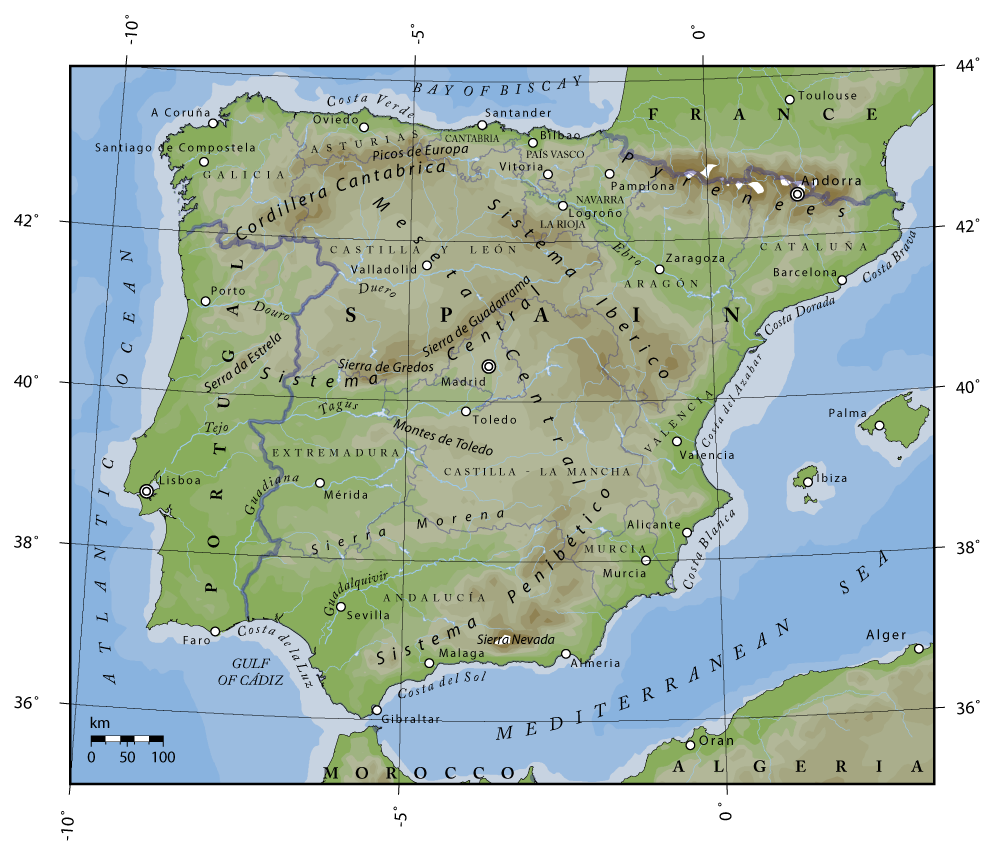
Fyzická mapa Španělska (bez Kanárských ostrovů)

Španělsko má rozlohu 504 782 km², z toho 499 542 km² tvoří souš a 5240 km² voda. Španělsko je z 88 % ohraničeno mořem (délka pobřeží činí 4964 km) a zbývajících 12 % tvoří pozemní hranice (1917,8 km). Na severu, severozápadě a jihozápadě je omýváno Atlantským oceánem (Biskajským zálivem na severu a Cádizským zálivem na jihozápadě) a na jihu a na východě od Gibraltarského průlivu po Pyreneje Středozemním mořem. Gibraltarský průliv odděluje Španělsko a celou Evropu od severní Afriky a v nejužším místě má šířku 13 km. V Atlantském oceánu se nacházejí Kanárské ostrovy, ve Středozemním moři Baleárské ostrovy. Baleáry mají rozlohu přibližně 5000 km² a nacházejí se 80 km od střední části východního pobřeží. Jejich největším ostrovem je Mallorca. Kanárské ostrovy, vzdálené 90 km od západoafrického pobřeží, jsou sopečného původu. Souostroví tvoří sedm ostrovů, z nichž největší je Tenerife.

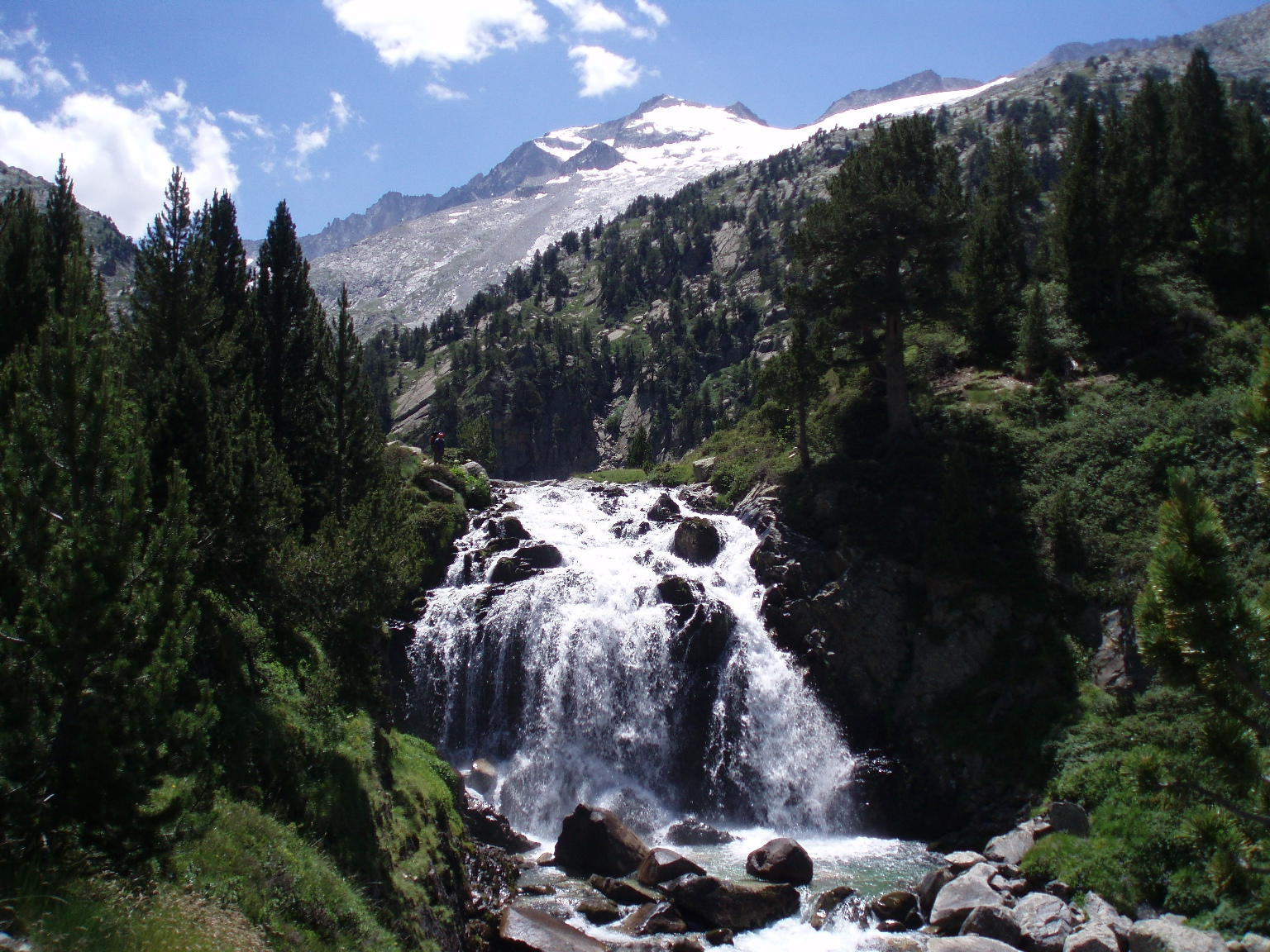
Pyreneje a jejich nejvyšší hora Pico de Aneto v pozadí

Vnitrozemí Španělska dominují náhorní plošina Meseta (španělsky Meseta Central) a pohoří Pyreneje, Sierra Nevada, Betická Kordillera a Kantaberské pohoří. Nejvyšší horou je Pico del Teide (3715 m) na ostrově Tenerife, jedna z největších sopek světa. Na pevninském Španělsku náleží prvenství hoře Mulhacén (3479 m) u Granady, následuje Pico de Aneto (3404 m), nejvyšší vrcholek Pyrenejí. Pyreneje se táhnou v délce přibližně 450 km od východního okraje Kantaberského pohoří ke Středozemnímu moři a tvoří výraznou bariéru a přirozenou hranici mezi Španělskem a Francií. Doprava je snadná v relativně nižších polohách na východním a západním okraji pohoří, kde státní hranici překonávají mezinárodní silnice a železnice. Střední část Pyrenejí je však těžko prostupná. Pyreneje nesou stopy pleistocénského zalednění a v nejvýše položených částech se dodnes nacházejí menší karové ledovce, které jsou však na ústupu.

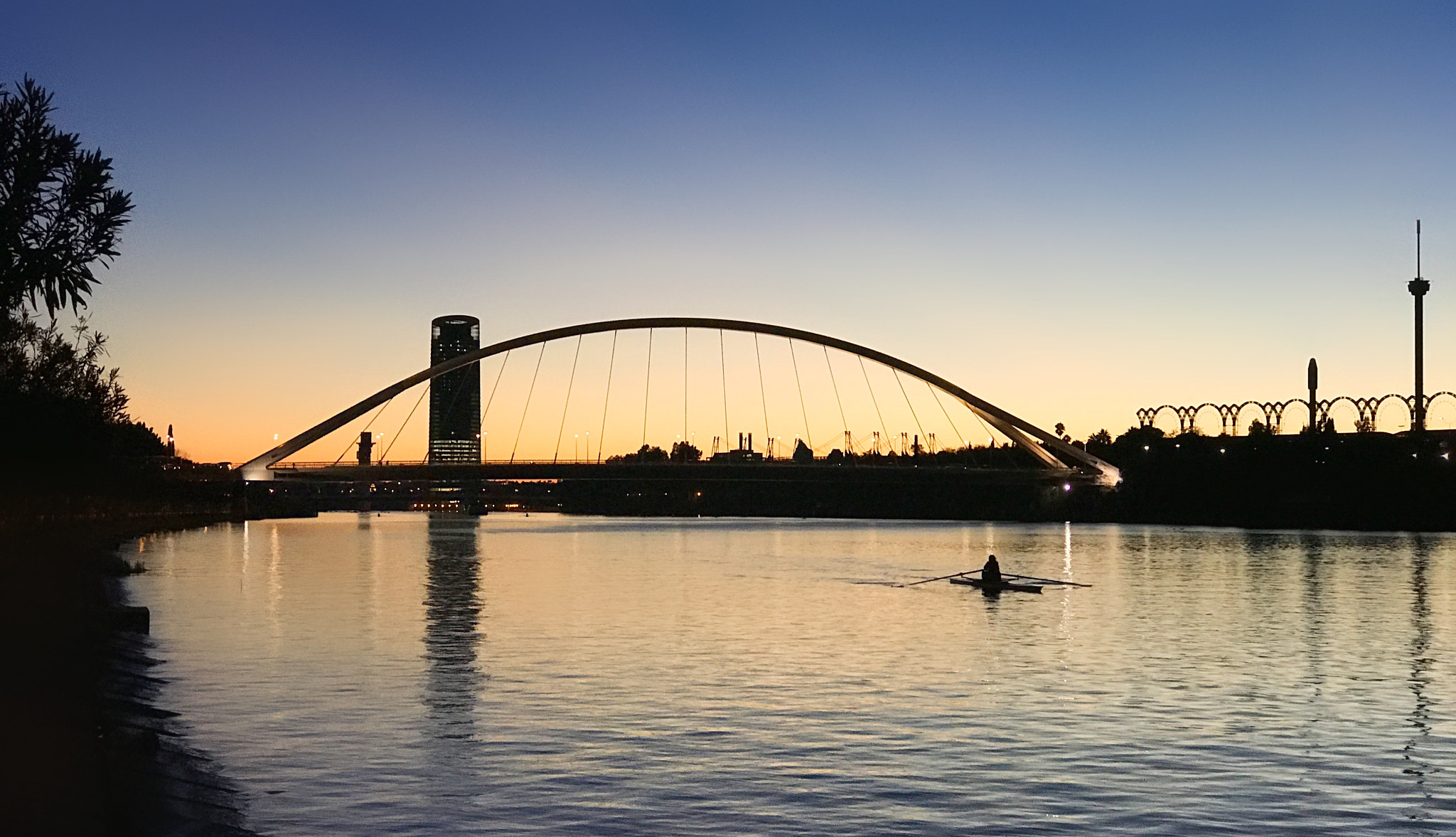
Guadalquivir v Seville

Ze španělských pohoří vytékají řeky Tajo, Ebro, Duero, Guadiana a Guadalquivir. Údolní nivy jsou podél pobřeží, největší z nich leží u Guadalquivir v Andalusii, na východě jsou údolí řek Segura, Júcar a Turia. Nejdelší řekou Pyrenejského poloostrova je Tajo (1038 km, z toho 716 km ve Španělsku a 47 km na hranici s Portugalskem), řeka s nejdelším tokem čistě na španělském území je Ebro (910 km). Většina větších řek teče směrem na západ do Atlantského oceánu. Významnou výjimkou je nejvodnější španělská řeka Ebro, která teče na východ a vlévá se do Středozemního moře. Guadalquivir je jedna z nejvýznamnějších španělských řek, jednak proto, že zavlažuje úrodné údolí, a vytváří tak dobré podmínky pro zemědělství, a jednak proto, že je ve vnitrozemí splavná a poskytuje Seville spojení s mořem. Sevilla je jediným španělským říčním přístavem využívaným pro zaoceánskou dopravu.

### Podnebí

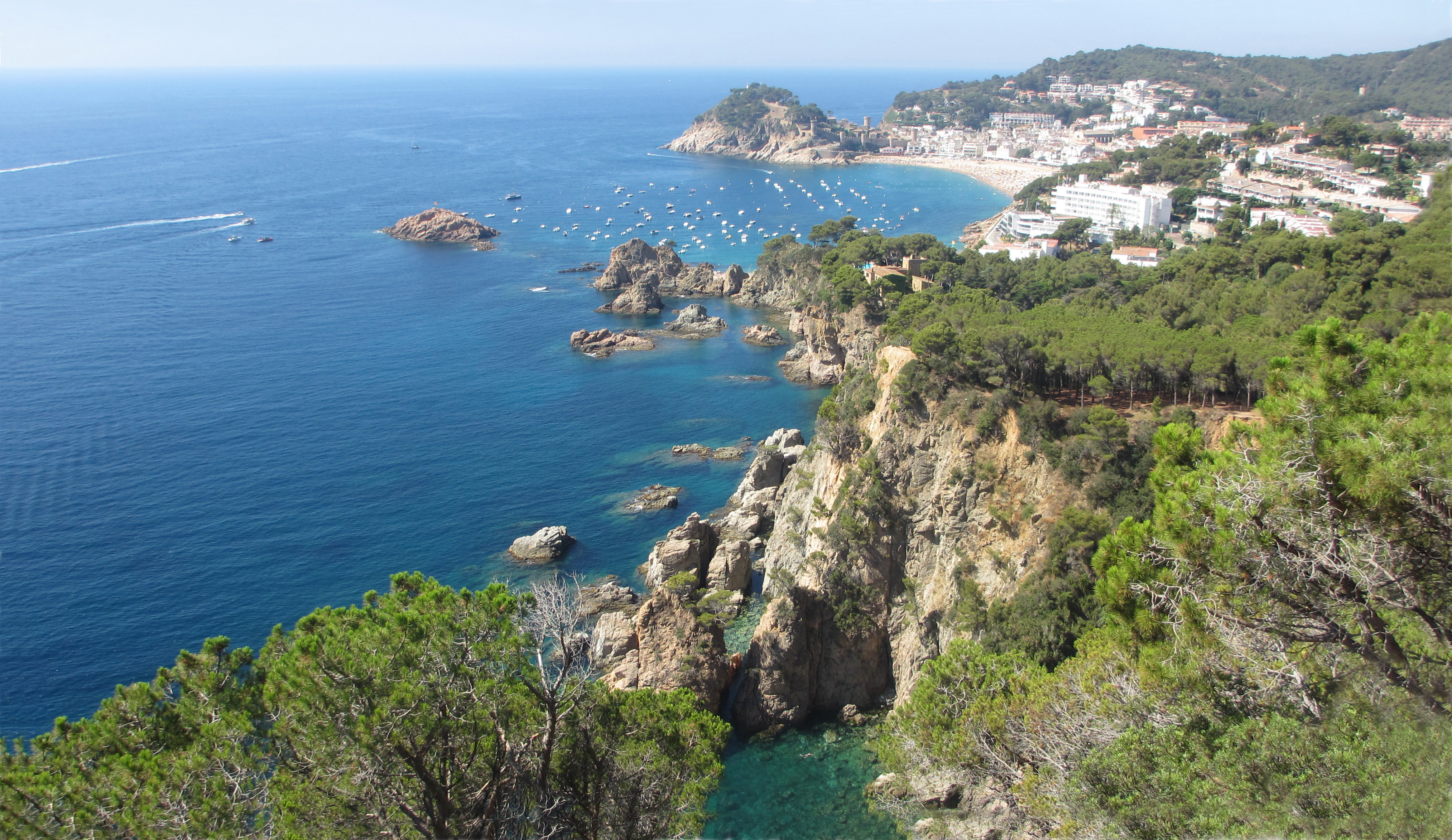
Středomořské pobřeží

Španělsko je možno rozdělit podle podnebí do čtyř oblastí:
- Pobřeží Středozemního moře: nejteplejší na východní a jižní části země; deštivá období jsou jaro a podzim. Klidná léta s příjemnými teplotami. Teplotní rekordy: Murcia 47.2 °C, Malaga 44.2 °C, Valencia 42.5 °C, Alicante 41.4 °C, Palma de Mallorca 40.6 °C, Barcelona 39.8 °C. Nejnižší teploty: Gerona −13.0 °C, Barcelona −10.0 °C, Valencia −7.2 °C, Murcia −6.0 °C, Alicante −4.6 °C, Malaga −3.8 °C.
- Vnitrozemí: Velmi studené zimy (na severu a v Madridu často se sněhem, teploty až −10 °C) a velmi horká a suchá léta (teploty až 40 °C). Teplotní rekordy: Sevilla 47.0 °C, Cordoba 46.6 °C, Badajoz 45.0 °C, Albacete a Zaragoza 42.6 °C, Madrid 42.2 °C, Burgos 41.8 °C, Valladolid 40.2 °C. Nejnižší teploty: Albacete −24.0 °C, Burgos −22.0 °C, Salamanca −20.0 °C, Teruel −19.0 °C, Madrid −14.8 °C, Sevilla −5.5 °C.
- Severní atlantické pobřeží: ostré zimy s klidnými léty (trošku chladnějšími). Teplotní rekordy: Bilbao 42.0 °C, La Coruña 37.6 °C, Gijón 36.4 °C. Nejnižší teploty: Bilbao −8.6 °C, Oviedo −6.0 °C, Gijon a La Coruña −4.8 °C.
- Kanárské ostrovy: subtropické počasí, s příjemnými teplotami (18 °C až 24 °C) po celý rok. Teplotní rekordy: Santa Cruz de Tenerife 42.6 °C. Nejnižší teploty: Santa Cruz de Tenerife 8.1 °C.

## Politika
Nejvyššími státními orgány jsou král, parlament a vláda. Král je hlavou státu, reprezentuje stát navenek, svolává a rozpouští parlament. Má pravomoc schvalovat a vyhlašovat zákony. Je hlavou státu na základě systému primogenitury. Má pravomoc vypsat referendum, uděluje milosti a jmenuje velvyslance, avšak všechny jeho aktivity podléhají kontrasignaci ministrů či premiéra.
Parlament, tradičně nazývaný Generální kortesy (Las Cortes Generales), je dvoukomorový, skládá se z Kongresu poslanců (Congreso de Diputados) a Senátu (Senado). Ústava španělského království uvádí, že Kongres musí mít minimálně 300 poslanců, maximálně však 400. Volební zákon z roku 1985 určil, že Kongres poslanců bude mít 350 členů. Kongres poslanců je volen na 4 roky na základě poměrného zastoupení, volebním obvodem je provincie. Senát je volen na 4 roky. Počet senátorských křesel není pevně stanoven. Ve volebním období 2011–2015 měl španělský senát 266 členů, v roce 2022 jich bylo 263. Ne všichni senátoři jsou voleni ve volbách, zhruba pětinu z nich jmenují autonomní společenství. Senát nemá velké pravomoci, senátní veto je přehlasovatelné absolutní většinou dolní komory, po dvou měsících dokonce již jen prostou většinou. Významnější roli má Senát jen při přijímání ústavních dodatků.
Výkonná a nařizovací moc je svěřena vládě. Jí předsedá ministerský předseda (Presidente del Gobierno). Získat důvěru v parlamentu není pro vládní kabinet jednoduché, neboť musí získat absolutní většinu všech poslanců, avšak když se to vládě podaří, je poměrně zabezpečena, neboť nedůvěra jí může být vyjádřena jen tzv. konstruktivním způsobem, což znamená, že se většina v dolní komoře musí shodnout i na jménu nového premiéra, jinak starý kabinet zůstává. Poradním orgánem vlády je Státní rada. Předseda vlády může být zastoupen králem nebo parlamentem.

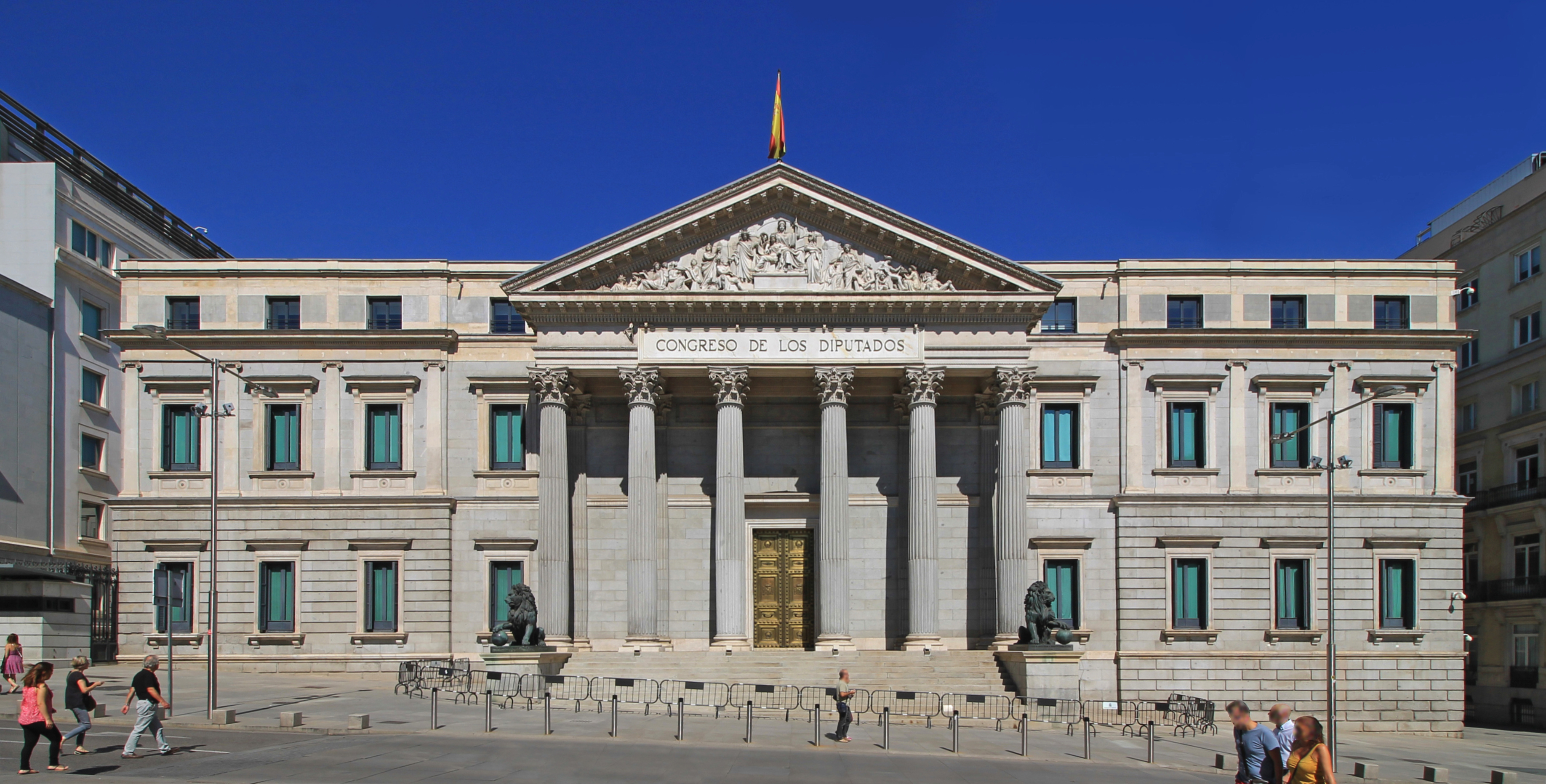
Sídlo dolní komory

Od obnovení demokracie v roce 1976 mělo Španělsko na postu premiéra zástupce jen tří politických stran. Značně vlivná je španělská sociální demokracie nazývaná Španělská socialistická dělnická strana, jež měla premiéry v letech 1982–1996 (Felipe González), 2004–2011 (José Luis Rodríguez Zapatero) a vládne znovu od roku 2018 (Pedro Sánchez). Dlouhé úseky u vlády má na svém kontě také konzervativní a křesťansko-demokratická Lidová strana, jež držela post předsedy vlády v letech 1996–2004 (José María Aznar) a 2011–2018 (Mariano Rajoy). V prvních letech po pádu frankismu byla nejvlivnější Unie demokratického středu (Unión de Centro Democrático), která již zanikla, ale první dva pofrankističtí ministerští předsedové byli jejími členy (Adolfo Suárez a Leopoldo Calvo-Sotelo). Lidovci a sociální demokraté byli nejsilnějšími stranami i při volbách v listopadu 2019. Třetí nejsilnější stranou v těchto volbách byla radikálně pravicová euroskeptická strana Vox, čtvrtou radikálně levicová euroskeptická strana Unidas Podemos. Do parlamentu se dostali i dvě katalánské nacionalistické strany, liberální strana Ciudadanos a zelení (Más País).

### Územní nároky

#### Území nárokovaná Španělskem
Španělsko žádá o navrácení Gibraltaru, malé britské državy na jižním pobřeží. Byl obsazen během Války o španělské dědictví v roce 1704 a byl přiznán Británii roku 1713 Utrechtskou smlouvou.

#### Španělská území nárokovaná jinými státy
Maroko nárokuje španělská města Ceuta a Melilla a neobydlené Španělské severoafrické državy na severním pobřeží Afriky. Maroko prohlašuje, že tato území byla získána neoprávněně a Maroko nemohlo nijak zabránit obsazení těchto území a nikdy nebyly podepsány smlouvy o předání.
Portugalsko neuznává španělskou suverenitu nad územím Olivenza. Portugalsko si podle Vídeňské smlouvy (1815), kterou Španělsko podepsalo, vyhrazuje navrácení území. Španělé uvádějí, že Vídeňská smlouva je neplatná a podle Badajozské smlouvy patří území Španělsku a pouze povzbuzuje obě strany k diplomatickému řešení.

### Správní rozdělení
Španělské království se dělí na 17 autonomních společenství (comunidades autónomas) a 2 autonomní města (ciudades autónomas). Ty jsou dál rozděleny do 50 provincií.
| Autonomní společenství nebo autonomní město                                                            | Vlajka | Hlavní město                                        | Rozloha [km²] | Počet obyv. | Počet provincií |
| --- | ------ | --------------------------------------------------- | ------------- | ----------- | --------------- |
| Andalusie (Comunidad Autónoma de Andalucía)                                                            |        | Sevilla                                             | 87 268        | 8 039 399   | 8               |
| Aragonie (Comunidad Autónoma de Aragón)                                                                |        | Zaragoza                                            | 47 719        | 1 269 027   | 3               |
| Asturie (Comunidad Autónoma del Principado de Asturias)                                                |        | Oviedo                                              | 10 604        | 1 076 635   | 1               |
| Baleárské ostrovy (Comunidad Autónoma de las Islas Baleares / Comunitat Autònoma de les Illes Balears) |        | Palma de Mallorca                                   | 4 992         | 983 131     | 1               |
| Baskicko (Comunidad Autónoma del País Vasco / Euskal Herriko Autonomia Erkidegoa)                      |        | Vitoria / Gasteiz                                   | 7 234         | 2 124 846   | 3               |
| Extremadura (Comunidad Autónoma de Extremadura)                                                        |        | Mérida                                              | 41 634        | 1 083 879   | 2               |
| Galicie (Comunidad Autónoma de Galicia)                                                                |        | Santiago de Compostela                              | 29 574        | 2 762 198   | 4               |
| Kantábrie (Comunidad Autónoma de Cantabria)                                                            |        | Santander                                           | 5 321         | 562 309     | 1               |
| Kanárské ostrovy (Comunidad Autónoma de Canarias)                                                      |        | Santa Cruz de Tenerife & Las Palmas de Gran Canaria | 7 447         | 1 968 280   | 2               |
| Kastilie a León (Comunidad de Castilla y León)                                                         |        | Valladolid                                          | 94 223        | 2 510 849   | 9               |
| Kastilie-La Mancha (Comunidad Autónoma de Castilla-La Mancha)                                          |        | Toledo                                              | 79 463        | 1 894 667   | 5               |
| Katalánsko (Comunidad Autónoma de Cataluña / Comunitat Autònoma de Catalunya)                          |        | Barcelona                                           | 32 114        | 7 197 174   | 4               |
| La Rioja (Comunidad Autónoma de La Rioja)                                                              |        | Logroño                                             | 5 045         | 301 084     | 1               |
| Madrid (Comunidad de Madrid)                                                                           |        | Madrid                                              | 8 028         | 6 008 398   | 1               |
| Murcie (Comunidad Autónoma de la Región de Murcia)                                                     |        | Murcia                                              | 11 313        | 1 335 792   | 1               |
| Navarra (Comunidad Foral de Navarra / Nafarroako Foru Komunitatea)                                     |        | Pamplona                                            | 10 391        | 600 027     | 1               |
| Valencie (Comunidad Valenciana / Comunitat Valenciana)                                                 |        | Valencia                                            | 23 255        | 4 692 449   | 3               |
| Ceuta (Ciudad de Ceuta)                                                                                |        | Ceuta                                               | 20            | 75 816      | 1               |
| Melilla (Ciudad de Melilla)                                                                            |        | Melilla                                             | 13            | 66 871      | 1               |

## Ekonomika

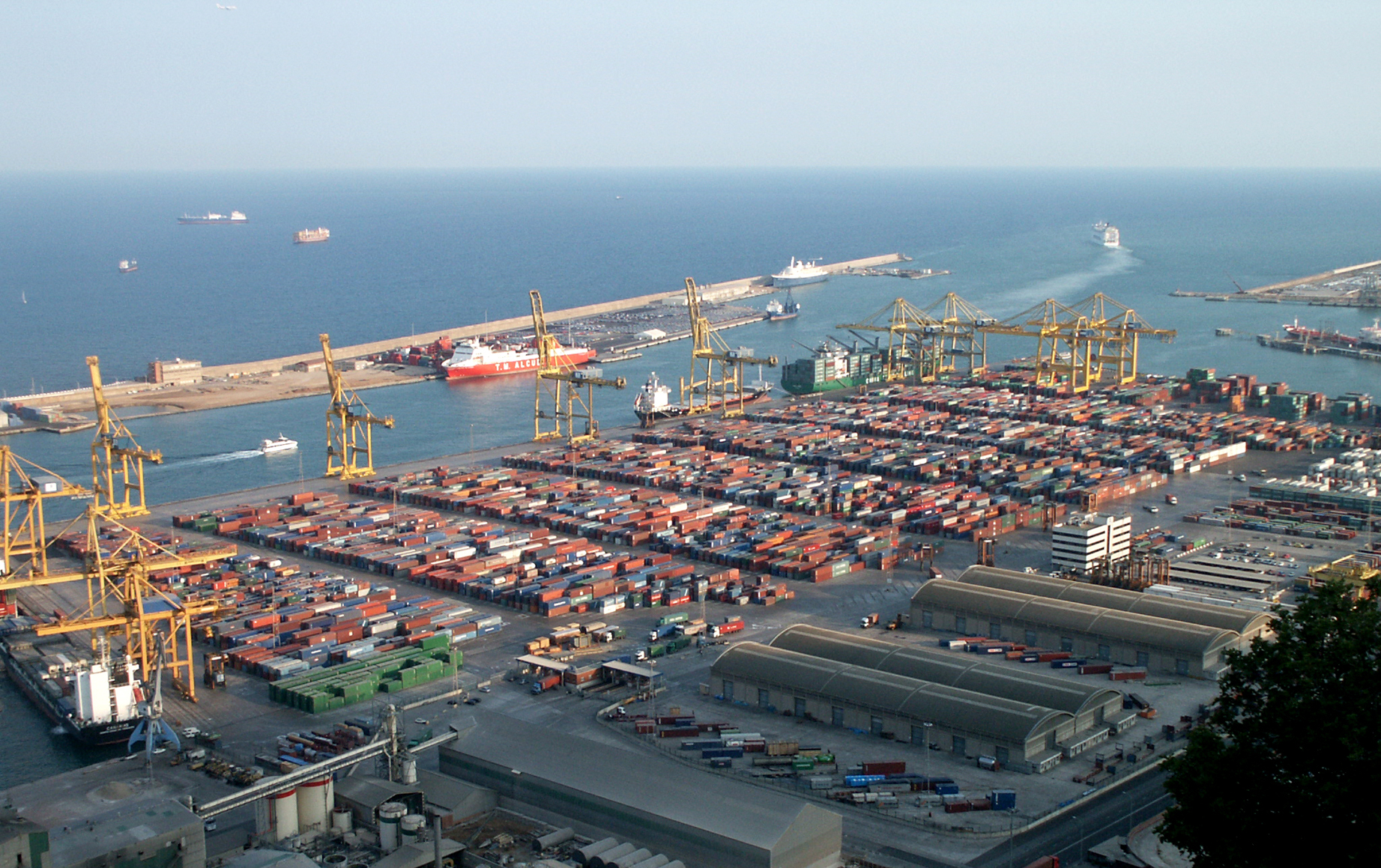
Barcelonský přístav

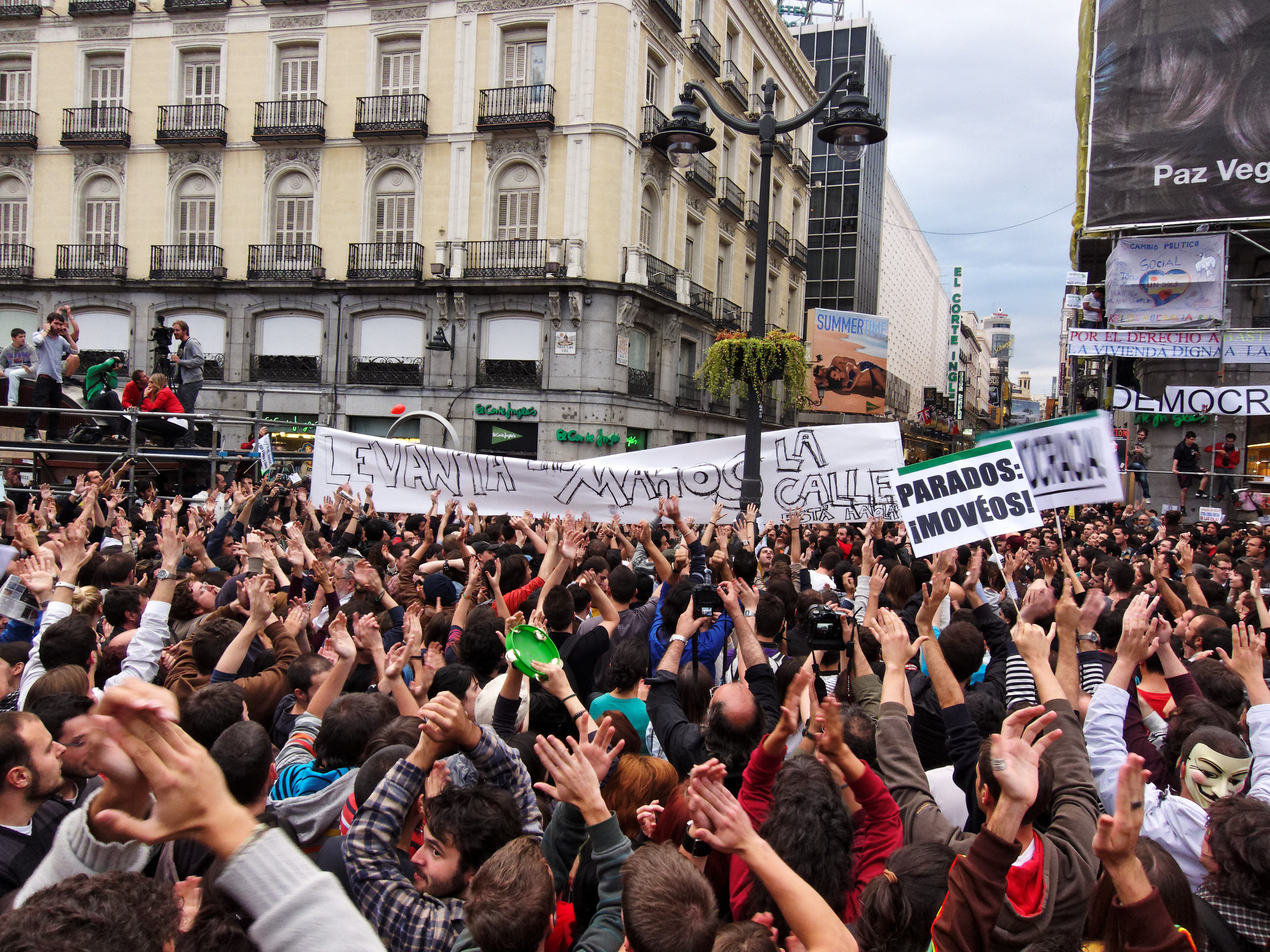
Protesty ve Španělsku proti vysoké nezaměstnanosti a korupci

Středopravicová vláda bývalého premiéra Aznara úspěšně pracovala na přijetí jednotné evropské měny Euro v první skupině zemí, a to k 1. lednu 1999. Aznarova vláda pokračovala v prosazování liberalizace, privatizace a deregulace ekonomiky a nakonec představila i daňové reformy. Nezaměstnanost za doby Aznarovy vlády stabilně klesala, ale stále zůstává na 9,8 % v srpnu 2005. Přesto to bylo lepší než na začátku devadesátých let, kdy bylo nezaměstnaných 20 % Španělů. Růst nezaměstnanosti o 2,4 % v roce 2003 byl zapříčiněn kolísáním evropské ekonomiky, a od té doby se ustálila na asi 3,3 % v polovině roku 2005. Premiér José Luis Rodríguez Zapatero, jehož strana vyhrála volby tři dny po výbuších ve vlacích v Madridu v březnu 2004, plánoval redukovat vládní vměšování do podnikání, daňové úniky a podporovat inovace, výzkum a vývoj, ale také intenzivně zavádět regulace trhu práce. Z údajů žebříčků HDP Světové Banky z roku 2004 vyplývá, že Španělsko bylo tehdy osmou největší ekonomikou světa.
Hlavní model španělského ekonomického růstu (založený hlavně na masové turistice, neustálé výstavbě a dělnických profesích) je kolísavý a nemusí být dlouhodobě udržitelný. První zpráva Observatoře Udržitelnosti (španělsky Observatorio de Sostenibilidad), která byla publikována a financována španělským Ministerstvem životního prostředí a univerzitou v Alcalá, odhaluje, že růst HDP je přes 25 % za posledních deset let, zatímco skleníkové plyny rostou od roku 1990 o 45 %. Ačkoliv populace ve Španělsku roste jen o něco málo přes 5 % mezi roky 1990 a 2000, plocha měst se zvětšila o více než 25 % za stejnou dobu. Mezitím se spotřeba energie ve Španělsku za posledních 20 let více než zdvojnásobila a nyní roste o 6 % ročně[zdroj?]. Toto je pro zemi, která závisí na importu ropy, částečně znepokojující (asi 80 % španělské energie potřebuje ropu). Dlouhodobě neudržitelný vývoj je viditelný podél španělského pobřeží Středozemního moře, kde se staví domy a turistické komplexy. Ty zabírají obrovské plochy země a vodní zdroje.
V důsledku ekonomické krize stoupla nezaměstnanost ve Španělsku na 27,2 % v roce 2013. Španělsko se dlouhodobě potýká s vysokým zadlužením, které v roce 2017 činilo 98,3 % HDP.

### Doprava

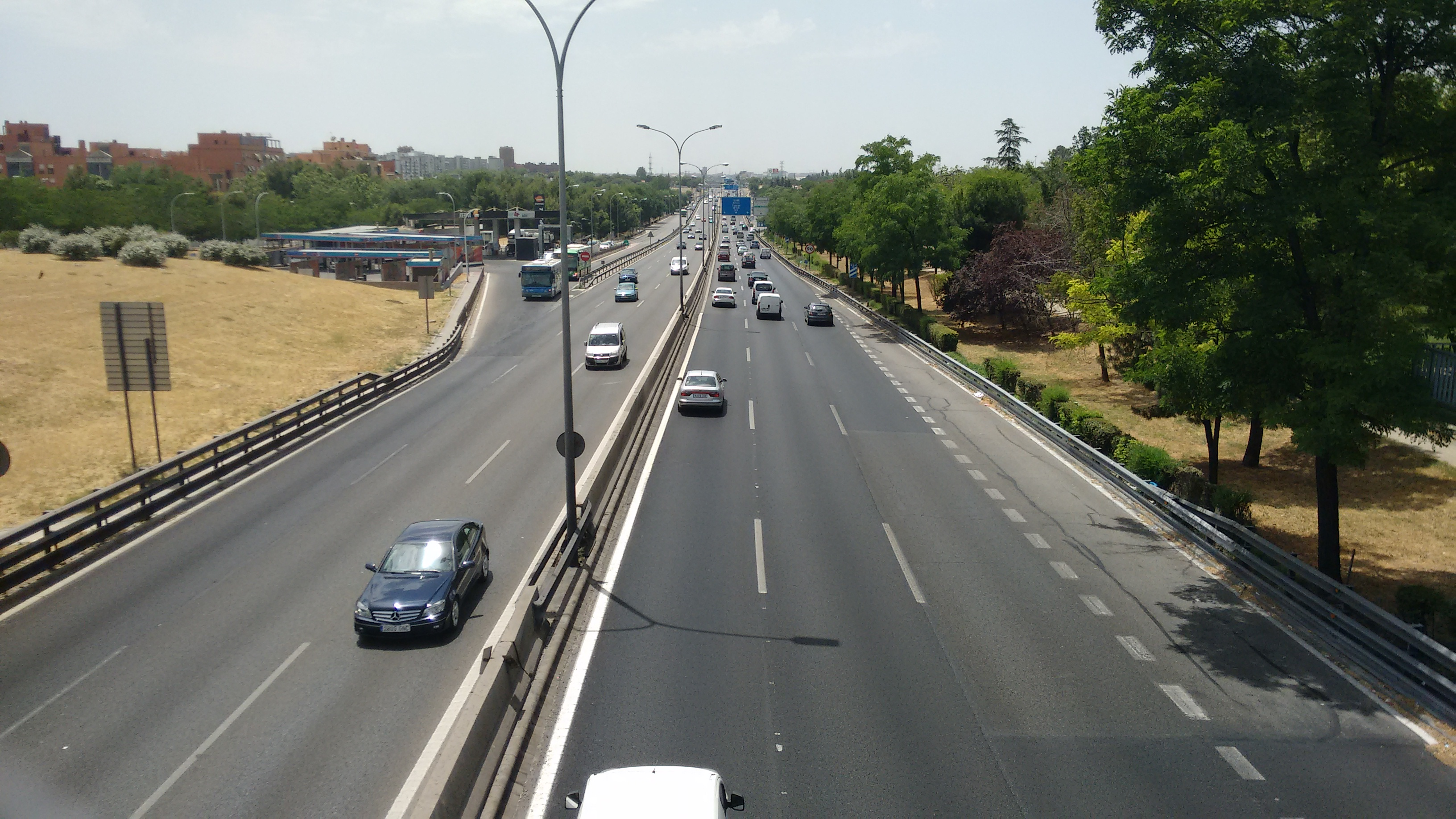
Dálnice A-42

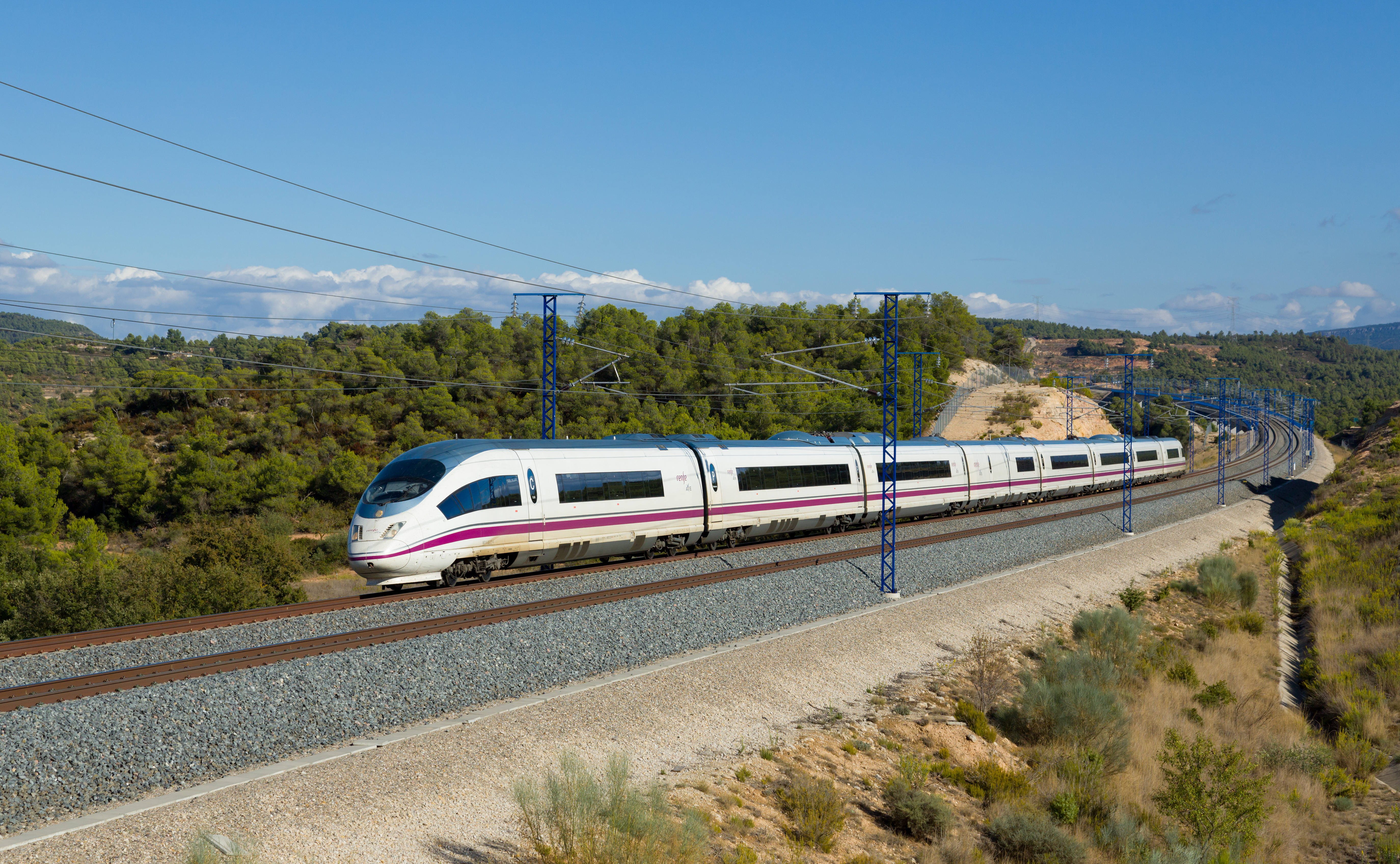
Vlak AVE

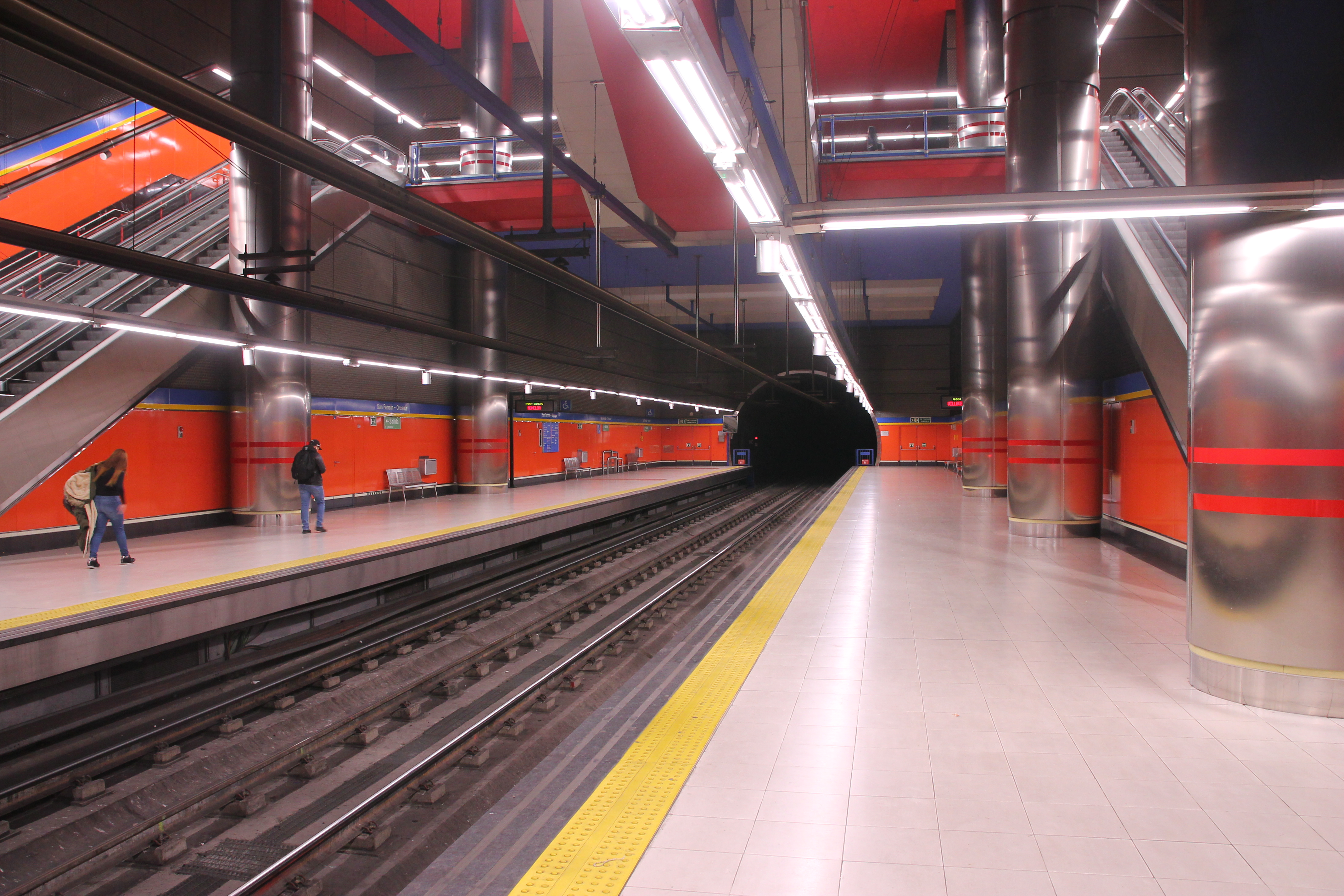
Stanice madridského metra

Španělsko má hustou dálniční síť, patří k nejrozsáhlejším v Evropě i na světě. Síť dálnic doplňují státní, autonomní a regionální silnice.
- délka silniční sítě: 664 610 km (údaj z roku 2000)
- nejvyšší povolená rychlost na dálnicích 120 km/hod
- nejvyšší povolená rychlost na hlavních silnicích (značené N) 100 km/hod
- nejvyšší povolená rychlost na ostatních silnicích 90 km/hod
- nejvyšší povolená rychlost v obcích 50 km/hod
- maximální povolené množství alkoholu v dechu 0,5 mg/l
- další informace:
  - řidič nosící brýle musí mít u sebe brýle náhradní
  - není povoleno za jízdy telefonovat (ani s hands-free)
  - telefonní číslo na dopravní policii: 062
- Označení silnic
  - dálnice – autopista (s poplatkem): (AP)
  - dálnice – autovía (bez poplatku): (A)
  - státní silnice: (N)
  - ostatní silnice: různé, dle zkratek autonomních společenství, regionů…

Ve Španělsku se také nachází poměrně rozsáhlá síť vysokorychlostních železničních tratí systému AVE a Alvia. Doplněna je o některé další regionální tratě. Správcem infrastruktury je společnost ADIF, hlavním dopravcem je Renfe Operadora (dříve Renfe). V aglomeracích velkých měst (Madrid, Barcelona…) jsou provozovány vlaky příměstské železnice Cercanías.
Ve větších městech je provozována městská hromadná doprava, metro se nachází v následujících městech – Madrid, Barcelona, Bilbao, Sevilla, Valencie a Palma de Mallorca.
Tři největší letiště ve Španělsku jsou Adolfa Suaréze v Madridu, El Prat v Barceloně a v Palmě de Mallorce (2016). Vlajkovou leteckou společností je Iberia, mezi další velké společnosti patří Air Europa, ASL Airlines Spain, Swiftair, Volotea, Vueling či Wamos Air.

## Obyvatelstvo

Rozložení obyvatelstva podle provincií

K lednu 2025 žije ve Španělsku 49,0 miliónu obyvatel; průměrná hustota zalidnění činila 97 obyvatele na km², což je mírně pod průměrem EU. Rozložení obyvatelstva je silně nerovnoměrné: zatímco pobřežní oblasti a ostrovy jsou velmi hustě zalidněné, centrální Španělsko je téměř pusté (kastilská provincie Soria má pouze 9 obyv./km²), trpící dlouhodobým stárnutím obyvatelstva a jeho odchodem zejména do Madridu, v jehož aglomeraci žije 14 % obyvatel země.
Hodně Španělů žije v západní Evropě, především ve Francii, SRN a Švýcarsku, dále v USA, Kanadě, latinskoamerických zemích a v Maroku. Španělská kolonie je i v České republice; vznikala v období občanské války (1936–1939) a po ní. Naopak ve Španělsku žije početná kolonie Maročanů, Latinoameričanů, Afričanů černé pleti, Číňanů, Rumunů a dalších přistěhovalců, včetně několika stovek Čechů. Přirozený demografický růst je nízký, přírůstky obyvatelstva tvoří imigranti (viz níže). S ohledem na rozlohu země a další vlivy u obyvatel existují určité rozdíly fyziologické, charakterové, náboženské, jazykové i ve všeobecném vzdělání.
Obyvatelé země se označují jako Španělé; část obyvatel hovořících jinými jazyky než kastilštinou považují za Španěly pouze Kastilce a samy se často prohlašují za Galicijce, Basky a Katalánce. Přes tři čtvrtiny obyvatel se hlásí k římskokatolické církvi, podíl ostatních náboženství je velmi nízký.

### Jazyky

Jazyková mapa Španělska
galicijština, úřední v Galicii
asturština/leónština
španělština, úřední
aragonština
katalánština, úřední v Katalánsku, Valencijském společenství a na Baleárách
okcitánština, úřední v Katalánsku
baskičtina, úřední v Baskicku a Navaře

Nejvýznamnějším a zároveň úředním jazykem Španělska je španělština, označovaná také jako kastilština (castellano). K dalším úředním jazykům náleží regionální jazyky katalánština (catalá), galicijština (galego), baskičtina (euskara) a okrajově aranéština. Katalánština je druhým nejpoužívanějším jazykem; mluví jí většina obyvatel Katalánska, Valencie a Baleár, vedle toho je úředním jazykem Andorry. Galicijštinu aktivně používá zejména venkovské obyvatelstvo Galicie, baskičtinu většina Baskicka a Navarry. Vedle těchto jazyků se ve Španělsku vyskytují také asturština (není sice regionální úřední jazyk, ale v Asturii je chráněna místními zákony), aragonština, extremadurština, leónština a různé přechodné dialekty, jež však úředními jazyky nejsou.

### Přistěhovalectví
Zatímco ve 20. století bylo Španělsko zemí, odkud emigranti odcházeli (před občanskou válkou, frankismem či ekonomickými krizemi), na přelomu 20. a 21. století zaznamenala silnou vlnu migrace, která, byť již o něco slabší, pokračuje dodnes. S čistou mírou imigrace 1,5 % v roce 2005 bylo po Kypru na druhém místě v EU. V současnosti zaujímá s hodnotou 0,99 % 15. místo v unii. V roce 2008 tvořilo 5 220 000 cizinců 11,8 % obyvatel Španělska.
Počátkem osmdesátých let se Španělsko změnilo na imigrační zemi a tomu přizpůsobilo i své zákony a instituce. Od roku 1991 kontroluje Španělsko také pod tlakem vnitřních proticizineckých proudů příchody zhruba jednoho milionu severoafrických sezónních pracovníků prostřednictvím vízové povinnosti. Podle odhadů nelegálně pracující cizí občané, kterých bylo v osmdesátých letech 20. století asi čtvrt milionu, přicházeli především z Maroka a z Latinské Ameriky (např. Peru, Argentina). Pomocnice v domácnosti přicházely koncem osmdesátých a počátkem devadesátých let 20. století z Filipín a Dominikánské republiky. V posledních letech však mezi příchozími převážili Evropané. Největší zastoupení mají Rumuni (729 000), rychle stoupá podíl Britů (352 000) a dalších občanů starých států Evropské unie, např. Portugalska i Polska. Nejvíce imigrantů se usazuje v Madridu a na pobřeží Středozemního moře, naopak Galicie či Asturie příliv cizinců téměř nepocítily.

### Největší města a aglomerace

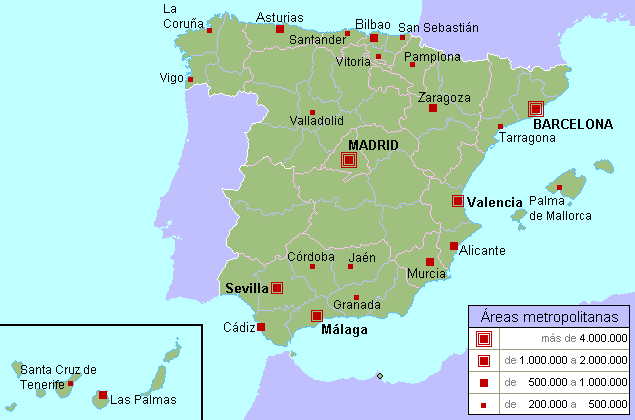
Mapka s aglomeracemi nad 300 000 obyvatel

| poř. | město                      | obyvatelstvo |
| ---- | -------------------------- | ------------ |
| 1    | Madrid                     | 3 232 463    |
| 2    | Barcelona                  | 1 595 110    |
| 3    | Valencia                   | 797 654      |
| 4    | Sevilla                    | 699 145      |
| 5    | Zaragoza                   | 654 390      |
| 6    | Malaga                     | 561 250      |
| 7    | Murcia                     | 422 861      |
| 8    | Palma de Mallorca          | 413 781      |
| 9    | Las Palmas de Gran Canaria | 377 203      |
| 10   | Bilbao                     | 353 168      |

| poř. | aglomerace     | obyvatelstvo |
| ---- | -------------- | ------------ |
| 1    | Madrid         | 5 883 521    |
| 2    | Barcelona      | 3 150 380    |
| 3    | Valencia       | 1 810 663    |
| 4    | Sevilla        | 1 438 451    |
| 5    | Malaga         | 965 371      |
| 6    | Bilbao         | 949 939      |
| 7    | Oviedo-Gijón   | 857 495      |
| 8    | Alicante-Elche | 725 395      |
| 9    | Zaragoza       | 688 643      |
| 10   | Vigo           | 659 632      |

## Kultura

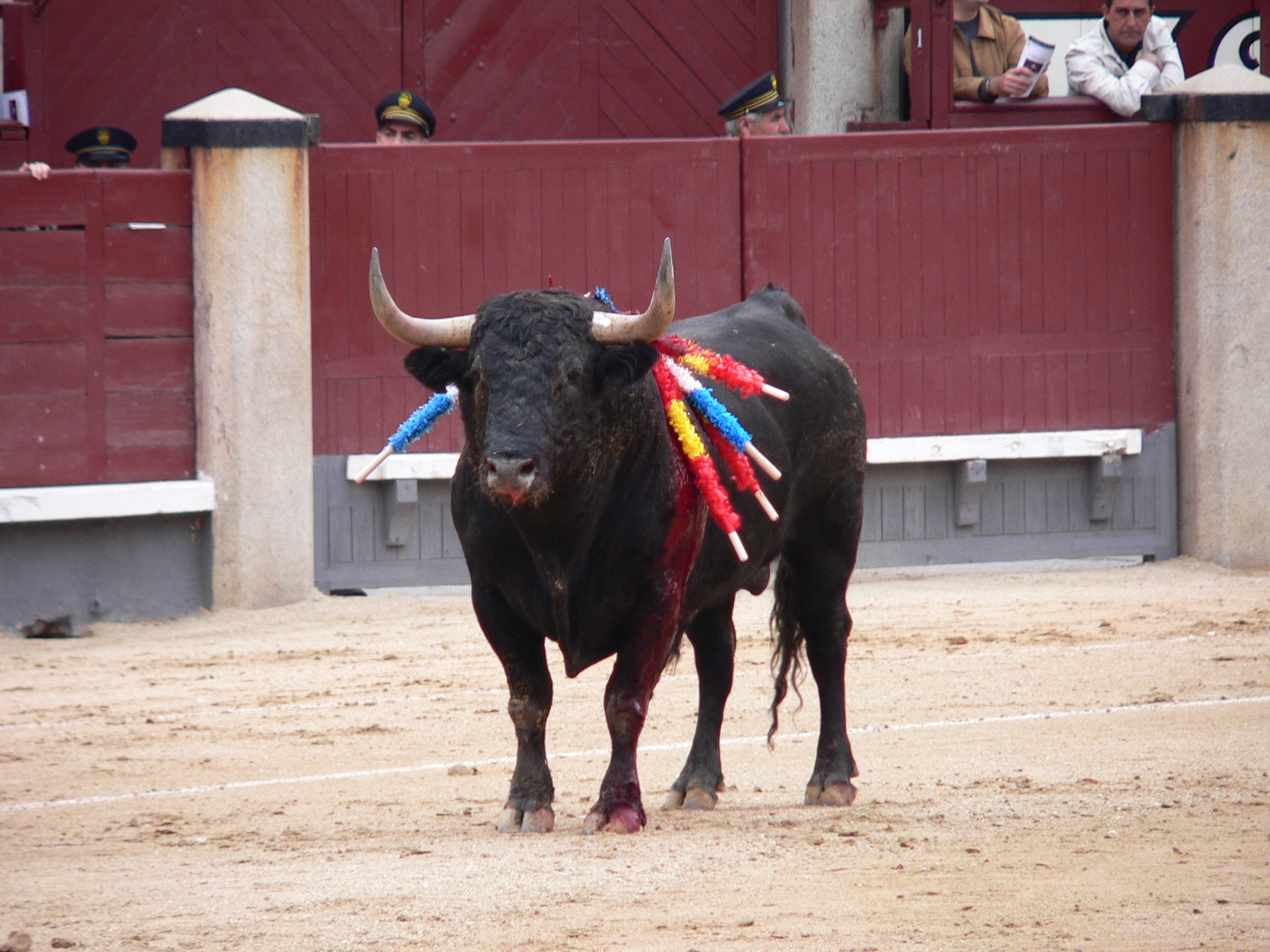
Korida

Tradiční španělská kultura je pevně zakořeněna v katolictví, jehož mocný vliv na tvorbu tradice dokazují například procesí o velikonočním týdnu „Semana Santa“. Vlivy cikánské kultury se odrážejí v tanci a hudbě flamenca, maurské dědictví se projevuje nejvíce v architektuře (Alhambra). Další španělskou tradicí jsou býčí zápasy neboli corrida, provozované zejména na jihu země; v Katalánsku bylo v roce 2010 rozhodnuto o jejich zákazu.

### Výtvarné umění a architektura

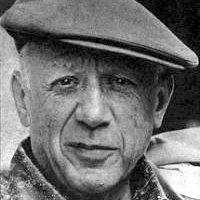
Pablo Picasso

Španělsko proslavili světově věhlasní umělci – čtyři z nejslavnějších světových malířů Francisco de Goya, Diego Velázquez, Pablo Picasso a Salvador Dalí byli Španělé. Originálním modernistou byl též Joan Miró. Ve Španělsku působil i slavný řecký malíř El Greco. Jusepe de Ribera reprezentoval středověký tenebrismus. Klíčovými představiteli španělského malířského baroka byli Bartolomè Esteban Murillo a Francisco de Zurbarán. Enrique Simonet se stal důležitým představitelem tzv. orientalismu 19. století, Joaquín Sorolla vytvořil v té době řadu slavných historických maleb. Z avantgardistů 20. století se prosadil kubista Juan Gris, expresionista Antón Lamazares či reprezentant informelu Antoni Tàpies.
Nejoceňovanějším španělským sochařem je Eduardo Chillida, známý svými abstraktními skulpturami. Před ním patřili k ceněným renesanční tvůrce Alonso Berruguete, barokní sochař Alonso Cano, průkopník modernismu Julio González.
Antoni Gaudí byl legendárním experimentujícím architektem, představitelem radikálního modernismu v architektuře je Santiago Calatrava. Rafael Moneo je nositel prestižní Pritzkerovy ceny, zvané též „Nobelova cena za architekturu“. Roku 2017 se stejné pocty dostalo katalánskému studiu RCR Arquitectes. Vrcholnou španělskou renesanční architekturu tvořil zejména Juan de Herrera (Královský palác v Aranjuezu). Lluís Domènech i Montaner byl v 19. století klíčovým představitelem katalánského modernismu. Ricardo Bofill se podílel v 21. století i na rozvoji Prahy (Corso Karlín) a Bratislavy (Panorama City).

### Hudba

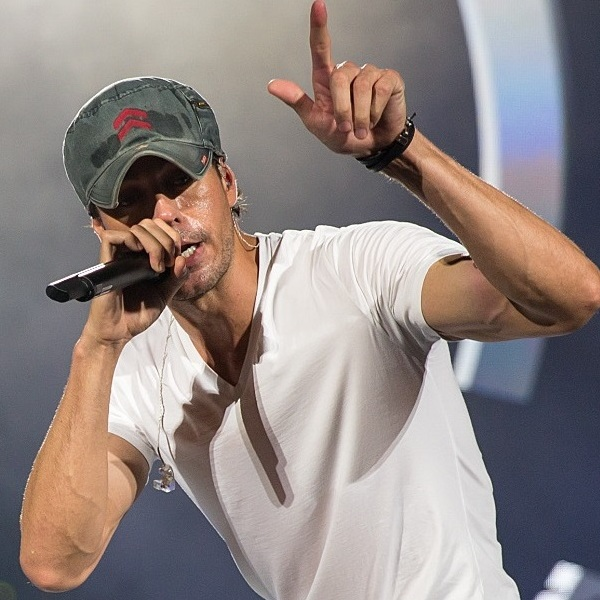
Enrique Iglesias

Nejslavnějším španělským skladatelem vážné hudby je patrně Manuel de Falla. Nejvýznamnějším autorem 16. století byl Tomás Luis de Victoria. Isaac Albéniz napsal řadu moderních skladeb na motivy španělského folklóru, Enrique Granados se snažil vytvořit španělský národní styl vážné hudby, Joaquín Rodrigo probojovával vstup kytary do vážné hudby. Z interpretů získali mezinárodní věhlas tenoristé Plácido Domingo a José Carreras, houslista Pablo de Sarasate, violoncellista Pablo Casals, gambista Jordi Savall či kytaristé Francisco Tárrega, Fernando Sor a Andrés Segovia.
V ryze národním stylu flamenco se prosadili kytaristé Paco de Lucía a Camarón de la Isla. Slavnou tanečnicí flamenca byla Carmen Amaya, zpěvačkou Lola Flores.
Do globálního popu pronikl Julio Iglesias, Enrique Iglesias či Alejandro Sanz. Krátce se to povedlo i skupinám Baccara (hit Sorry, I'm a Lady) či Las Ketchup (Aserejé). Zpěvačka Massiel vyhrála Eurovision Song Contest v roce 1968.

### Literatura

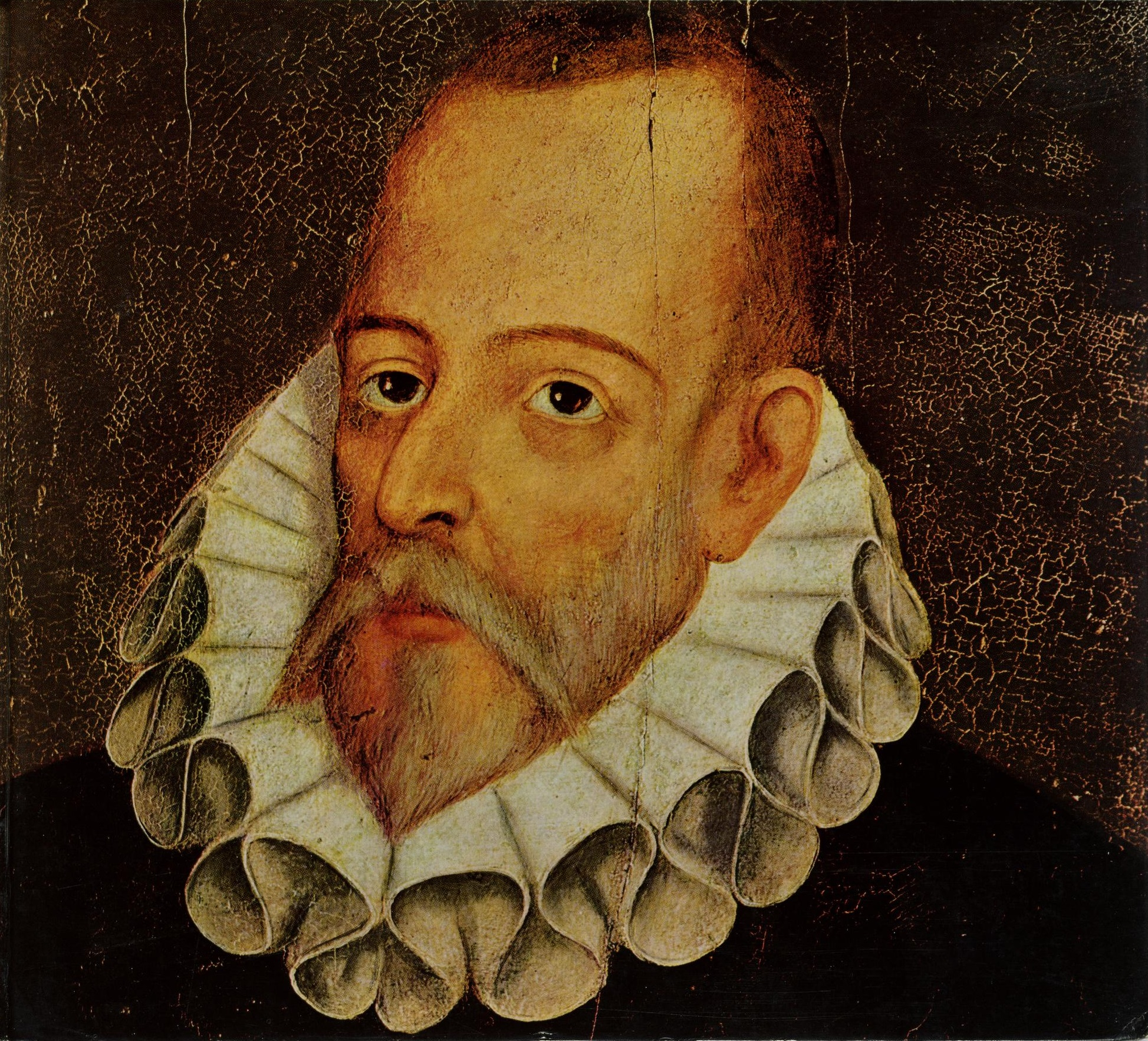
Miguel de Cervantes

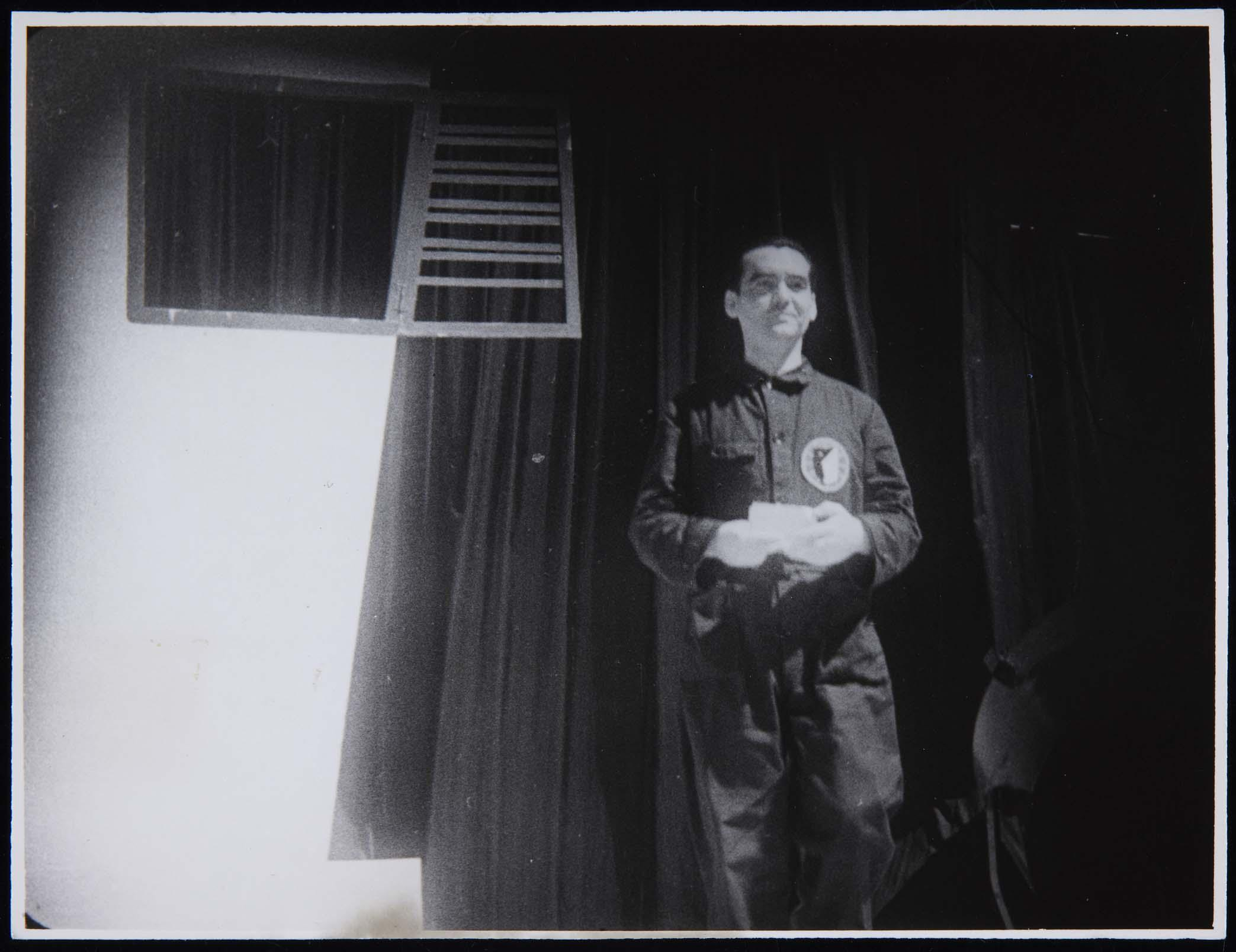
Federico García Lorca

### Film

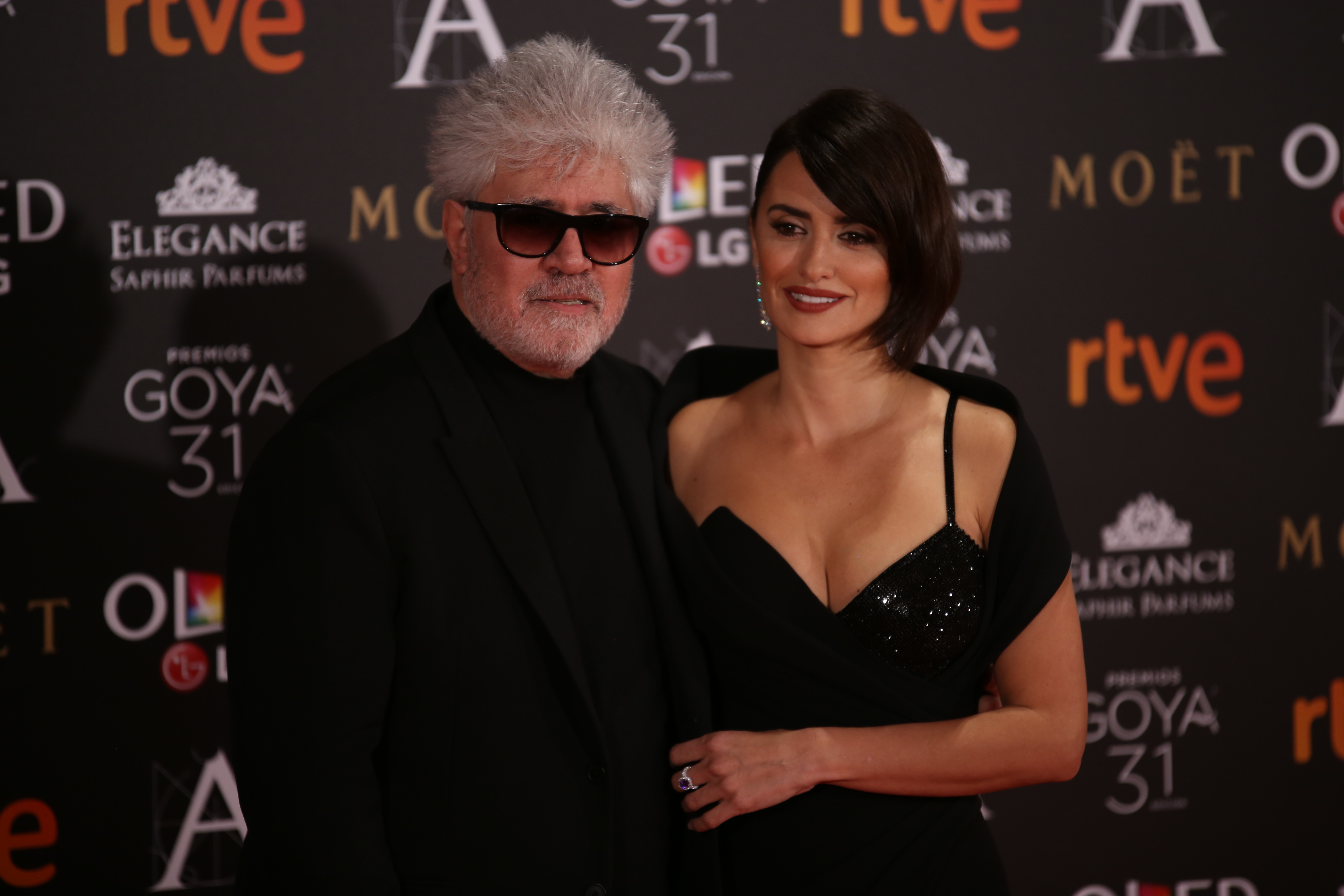
Pedro Almodóvar a Penélope Cruzová

V posledních desetiletích nabývá ve Španělsku na významu kinematografie. Klasikem španělského filmu byl režisér Luis Buňuel, silně ovlivněný avantgardou a surrealismem. Jeho snímky z meziválečné éry Andaluský pes nebo Zlatý věk patří do zlatého fondu světové kinematografie. Ale dokázal si získat ohlas i po válce, snímky jako Viridiana, Kráska dne nebo Nenápadný půvab buržoazie.
Na Buňuela navazoval především tvůrce psychologických filmů Carlos Saura. K úspěšným tvůrcům patřili i Jess Franco, Fernando Arrabal, Bigas Luna, Mario Camus, Fernando Trueba, Luis García Berlanga či José Luis Garci, který roku 1982 získal jako první Španěl Oscara za nejlepší cizojazyčný film. Mezi soudobé tvůrce patří Alejandro Amenábar (Ti druzí), Jaume Collet-Serra (Dům voskových figurín), Isabel Coixetová, Julio Médem a zejména Pedro Almodóvar (Vše o mé matce, Špatná výchova).
V Almodóvarových filmech se proslavila herečka Penélope Cruzová. V Hollywoodu se prosadili i herci Antonio Banderas a Javier Bardem. Daniel Brühl se proslavil v komedii Good Bye, Lenin!. Hvězdou 50. let byla Sara Montielová.
Nejvýznamnější filmovou akcí ve Španělsku je Mezinárodní filmový festival v San Sebastiánu, který se od roku 1953 každoročně koná ve městě San Sebastián. Jeho hlavní cenou je Zlatá mušle.

### Památky

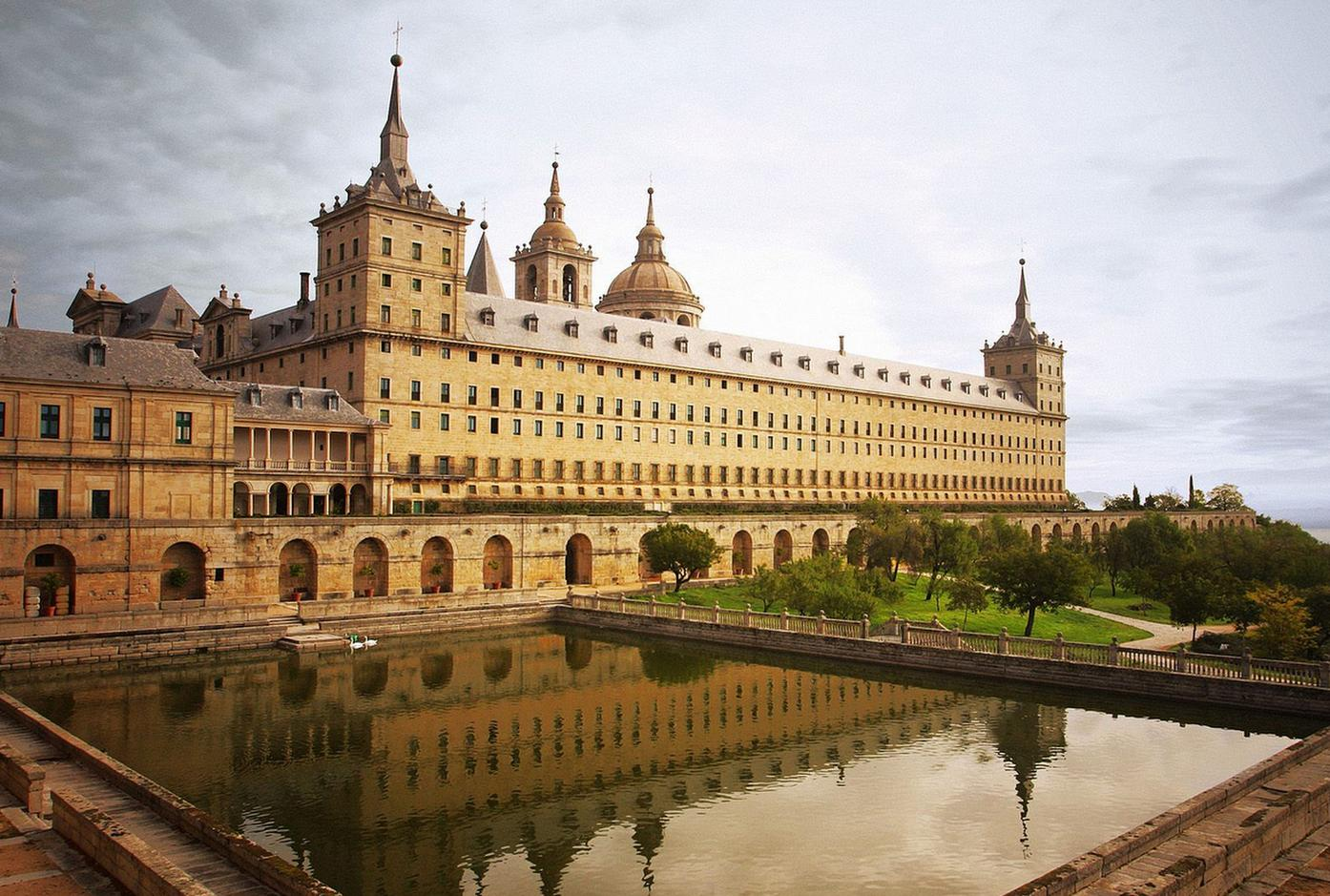
El Escorial

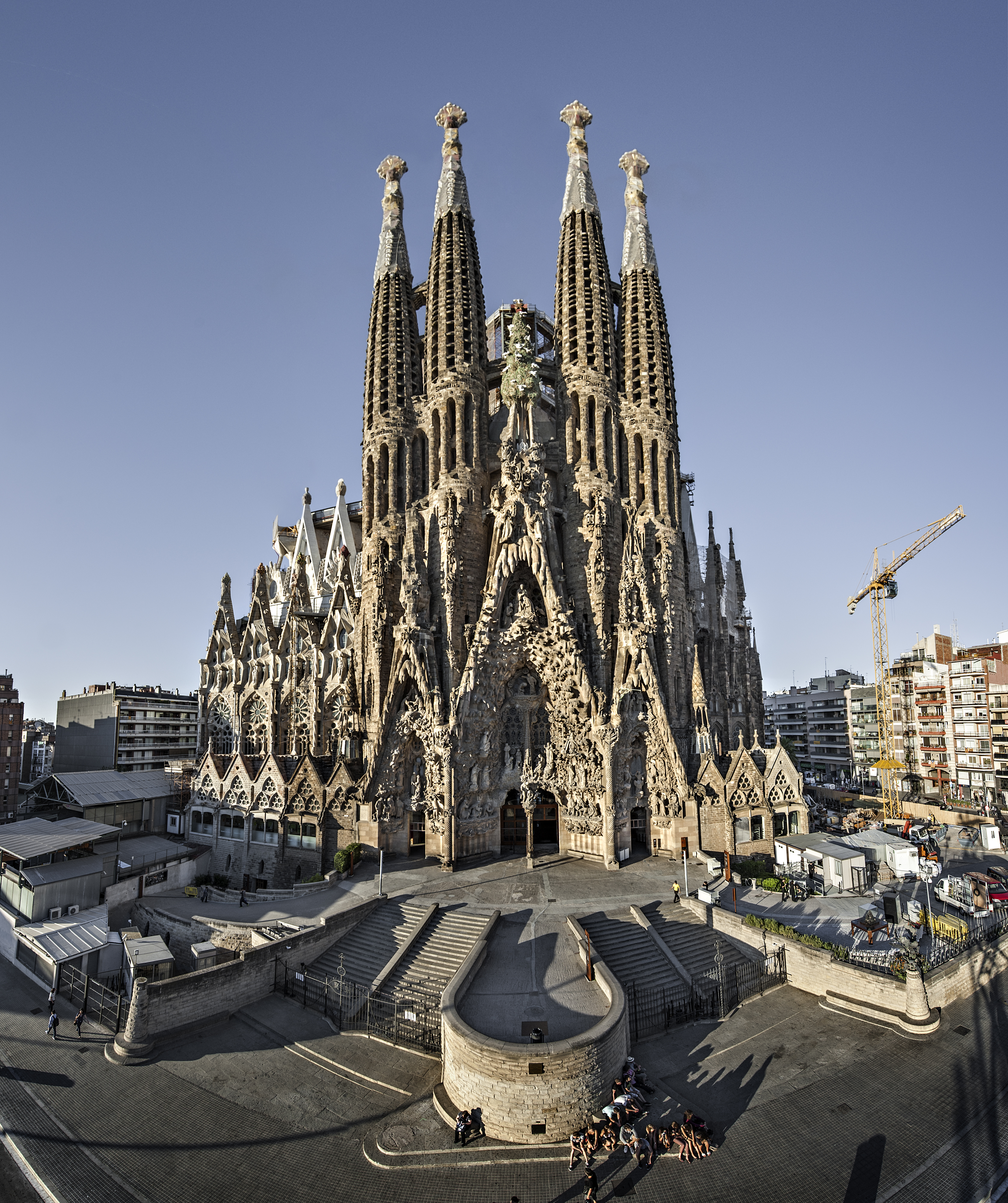
Sagrada Família

Španělsko disponuje mimořádným kulturním dědictvím. Na seznam světového kulturního dědictví UNESCO byly zapsány jeskyně Atapuerca, kde byly nalezeny archeologické pozůstatky nejstaršího osídlení hominidů v západní Evropě, jeskyně Altamira, ve které byly nalezeny roku 1879 pravěké nástěnné malby, převážně s motivy zvířat (plus skalní malby na mnoha dalších místech Pyrenejského poloostrova), neolitické dolmeny v Antequeře, maják Herkulova věž z římských časů, jeden z nejlépe dochovaných antických akvaduktů – akvadukt v Segovii a další antické památky v Méridě, Lugu a Tarragoně, komplex paláců a pevností maurských panovníků Granady Alhambra, gotické katedrály Panny Marie v Burgosu a v Seville, bývalé královské paláce El Escorial u Madridu a Alcázar v Seville, současný královský palác v Aranjuezu, Indický archiv v Seville, kláštery Poblet, Santa María de Guadalupe, San Millán de Yuso a San Millán de Suso, Llotja de la Seda (hedvábná burza) ve Valencii, série renesančních staveb v Úbedě a Baeze, secesní skvosty Palau de la Música Catalana a nemocnice Sant Pau v Barceloně či Biskajský most v Bilbau, jež je nejstarším gondolovým mostem na světě. Na seznam byla zapsána i celá historická centra měst Córdoby (v ní např. slavná Mezquita), Ávila, Toledo, Cáceres, Salamanca, Cuenca, Alcalá de Henares, Medina Azahara, San Cristóbal de La Laguna a Santiago de Compostela, jež je od středověku jedním z nejvýznamnějších poutních míst Evropy, a v jehož středu září známá katedrála. Samostatnou položkou na seznamu je i skupina sedmi barcelonských staveb architekta Antoni Gaudího: Casa Vicens, Casa Batlló, Casa Milà, Palác Güell, nedokončený kostel Colònia Güell, park Güell a monumentální chrám Sagrada Família, asi nejslavnější Gaudího stavba. Z nejnovějších staveb vzbudilo velké diskuse Auditorium na Tenerife z dílny architekta Santiago Calatravy. Z pera stejného tvůrce je i unikátní Město umění a věd, reprezentativní národní muzeum ve Valencii, vybudované v letech 1991–2005. Novým symbolem Madridu jsou čtyři výškové budovy v Cuatro Torres Business Area: Torre Caja Madrid, Torre de Cristal, Torre Sacyr Vallehermoso a Torre Emperador Castellana.

### Kuchyně

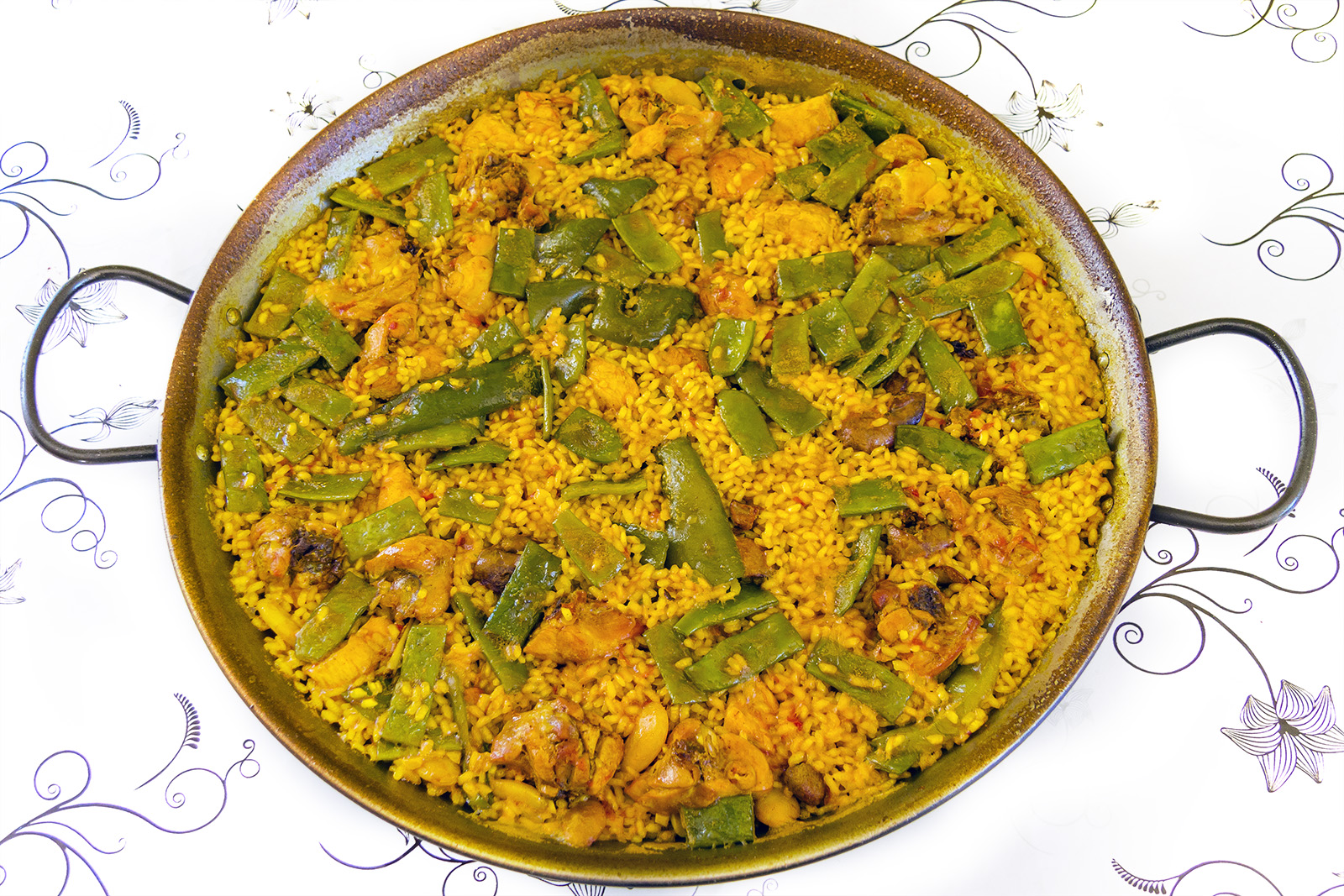
Paella

Gastronomické zvyklosti ve Španělsku jsou trochu jiné než ve střední Evropě. Především oběd se podává až mezi 13:30–16:00, večeře pak po 21. hodině. Jako v jiných středomořských zemích je ve stravě hodně zeleniny a typické jsou saláty. Nikdy v nich nechybí olivový olej – Španělsko je jeho největším producentem i konzumentem na světě.
Nejznámějším a nejrozšířenějším španělským jídlem je paella, rýžové jídlo se šafránem, grilovanou zeleninou a masem, obvykle králičím nebo kuřecím, existují ale i variace s mořskými plody či šneky. Paella se připravuje na veliké pánvi, často pod širým nebem, například na různých slavnostech. Tradice říká, že má kořeny ve Valencii. Dalším typicky španělským jídlem je studená rajčatová polévka gazpacho a také tortilla española, neboli omeleta ze syrových brambor, vajec a cibule. Španělská tortilla se připravuje na oleji ve speciální dvojpánvi, která vytvaruje tortillu do výšky 2–3 cm. Velmi oblíbené jsou také ryby na všechny způsoby, k typickým jídlům patří například bacalao, neboli treska, která se nasolí, nechá se takto vysušit a před vařením se znovu namáčí. Existuje i řada slavných krajových specialit. Galicie dala Pyrenejskému poloostrovu pokrm calderada de pescado, z ryb a zeleniny, ochucených mj. šafránem a vavřínem. Asturie je zase známa masovou pochoutkou fabada asturiana, z bílých fazolí, vepřového jelita, choriza a slaniny.
Oblíbenou lahůdkou je jamón serrano, sušená šunka podobná parmské. Španělé takto suší i jiné vepřové produkty, obecně se nazývají charcutería. Tradiční jsou jednohubky zvané tapas podávané před jídlem. Ze sladkých dezertů jsou typické dlouhé (a značně mastné) koblihy churros, koláč z křehkého nekvašeného těsta zvaný flan nebo mandlová nebo oříšková pasta s medem a skořicí zvaná turrón.
Španělé jako jiné středomořské národy rádi pijí a pěstují víno, například ve variantě tinto de verano (koktejl vína s citronádou zvanou La Casera) nebo v podobě šumivého katalánského vína Cava, připomínajícím šampaňské, či andaluského dezertního vína Sherry (jerez). Mají ale rádi i punč sangríi.

## Věda

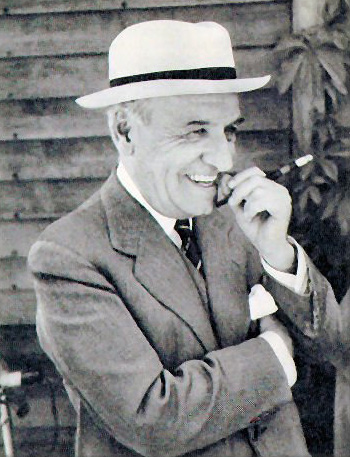
José Ortega y Gasset

Španělsko má významnou vědeckou tradici. Již oblast Al-Andalus, obývaná od 8. do 15. století muslimskými Maury (současná Andalusie), byla ve své době na mnohem vyšší vědecké úrovni než zbytek Evropy. Nejdůležitějšími astronomy byli Az-Zarkálí, rodák z Toleda, a Džabir Ibn Aflach ze Sevilly. Tehdejší andaluské lékařství reprezentoval například Abulcasis (Al-Zahráví) nebo Ibn al-Bajtár. Abbás ibn Firnás vyrobil zvětšovací sklo, metronom a vodní hodiny, přinesl do Evropy desítkovou soustavu a stal se průkopníkem bezmotorového létání. Andaluská tradice byla přetnuta, ale i křesťanská věda brzy dosáhla vysoké úrovně. Významným středověkým učencem byl rodák z ostrova Mallorca Ramon Llull, který ovlivnil zvláště logiku a kombinatoriku. Dospěl až k myšlence vytvoření strojů s umělou inteligencí. Arnald z Villanovy byl významným středověkým alchymistou, Juan de Herrera matematikem (a také architektem). Základy moderní vědy položil Michael Servetus, první Evropan, který vědecky zkoumal plicní oběh, upálený protestanty jako kacíř. Juan de la Cierva je vynálezce vírníku, tedy létajícího stroje podobného vrtulníku, s rotujícími nosnými plochami. Narcís Monturiol vynalezl první ponorku bez průduchu na hladinu a se spalovacím motorem. Nobelovu cenu za fyziologii získali Santiago Ramón y Cajal (1906) a Severo Ochoa (1959).
Také humanitní vědy mají ve Španělsku hluboké kořeny. V Córdobě se narodil již starořímský filozof Seneca. Klíčovými filozofickými osobnostmi Andalusie byli rodák ze Zaragozy Avempace, který pozoruhodně pronikl na území politické filozofie, jeho žák Ibn Tufajl, súfista Ibn al-Arabí narozený v Murcii či Averroes narozený v Cordóbě, jenž vnesl do islámu aristotelismus. Ibn Hazm je někdy označován za zakladatele komparativní religionistiky. Španělsko bylo na počátku svých dějin kotlem kultur, takže v Cordóbě se narodil i židovský učenec Maimonides a španělskými rodáky jsou i další významní judaisté: Šlomo ibn Gabirol, Nachmanides, Chasdaj Kreskas či Jehuda ha-Levi. Křesťanská filozofie nakonec ovšem převážila. Terezie od Ježíše je představitelkou vrcholné středověké křesťanské mystiky, Isidor ze Sevilly patristiky, Juan Luis Vives humanismu, Baltasar Gracián či Francisco Suárez jezuitské etiky a filozofie. Pilíře španělské jazykovědy ve středověku stavěl Elio Antonio de Nebrija, otcem moderní španělské filologie byl Ramón Menéndez Pidal. Ve 20. století celosvětový ohlas získal filozof José Ortega y Gasset, jeho žačka María Zambranová, představitel filozofického pragmatismu George Santayana či sociolog Manuel Castells.
V současnosti patří k významným myslitelům například ekonom Jesús Huerta de Soto, jenž rozvíjí teoretické bohatství rakouské ekonomické školy, nebo filozof Fernando Savater, jehož časopis Foreign Policy roku 2008 označil za 54. nejvlivnějšího intelektuála světa.

## Sport

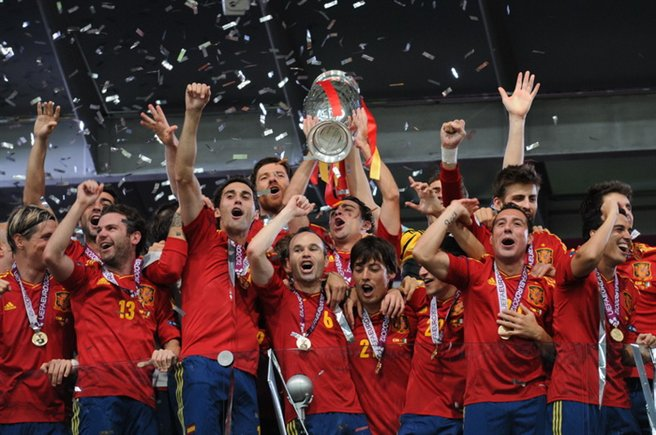
Španělští fotbalisté vítězí na Euru 2012

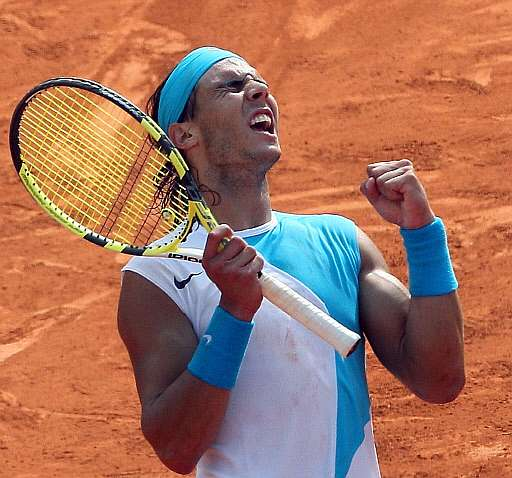
Rafael Nadal

Španělským národním sportem je fotbal, především na klubové úrovni Španělé patřili vždy ke světové špičce. Real Madrid vyhrál patnáctkrát Ligu mistrů a je tak nejúspěšnějším týmem v této nejprestižnější evropské klubové soutěži. FC Barcelona si v ní připsala pět vítězství, drží ovšem rekord v počtu triumfů ve dvou dalších evropských soutěžích - Poháru vítězů pohárů a Evropské lize. V evropských pohárech se ovšem dařilo i dalším španělským klubům: vítězství v Poháru vítězů nebo Evropské lize mají na svém kontě Valencia CF, Atlético Madrid, FC Sevilla a Real Zaragoza. Španělé se dočkali i velké éry reprezentační, když v letech 2008–2012 získala nesmírně silná generace hráčů dva tituly mistra Evropy a titul mistra světa. Klíčovými představiteli této generace byli Iker Casillas, Xavi, Andrés Iniesta, Fernando Torres, Francesc Fàbregas, Xabi Alonso, Sergio Ramos, David Silva, Carles Puyol a David Villa. Ze starších dob patří k legendám brankář Ricardo Zamora, držitelé Zlatého míče Alfredo Di Stéfano a Luis Suárez Miramontes a dále Emilio Butragueño či Fernando Hierro. Také španělští fotbaloví trenéři mají vysoký kredit, zejména Vicente del Bosque, Josep Guardiola a Rafael Benítez.
Velmi populární je ve Španělsku i basketbal. Také v basketbale španělské kluby kralují nejprestižnější klubové soutěži Eurolize – Real Madrid ji už desetkrát vyhrál a drží tak rekord. Věčný rival Barcelona ovládla tuto soutěž dvakrát. Jednou se to povedlo i provinčnímu klubu Joventut Badalona. Španělská mužská basketbalová reprezentace dosáhla na titul mistrů světa v letech 2006 a 2019. Třikrát se Španělé stali šampiony evropskými (2009, 2011, 2015), stejně jako ženy (1993, 2013, 2017). Mnozí španělští basketbalisté se již prosadili v americké NBA, jako například její dvojnásobný vítěz Pau Gasol, který byl již čtyřikrát vyhlášen nejlepším basketbalistou Evropy, nebo jeho bratr Marc Gasol, který tuto anketu vyhrál v roce 2014. Fernando Martín, Emiliano Rodríguez a Juan Antonio San Epifanio jsou členy síně slávy Mezinárodní basketbalové federace. Ke známým hráčům patří i Ricky Rubio, Jorge Garbajosa nebo Juan Carlos Navarro. Z žen patřila k největším hvězdám Alba Torrensová, dvakrát vyhlášená nejlepší basketbalistkou Evropy.
Španělská házenkářská reprezentace mužů vyhrála dva světové šampionáty (2005, 2013). Rafael Guijosa byl v roce 1999 vyhlášen nejlepším házenkářem světa.
K nejlepším tenistům všech dob patří Rafael Nadal. Svým vítězstvím na Australian Open v roce 2022 získal 21. grandslamový titul, čímž vytvořil nový rekord. Ale v seznamu španělských tenisových úspěchů není zdaleka osamocen. Arantxa Sánchezová Vicariová vyhrála třikrát Paříž a jednou US Open, Garbiñe Muguruzaová Paříž a Wimbledon, Conchita Martínezová Wimbledon, Manuel Orantes US Open, Sergi Bruguera, Andrés Gimeno, Albert Costa, Carlos Moyá a Juan Carlos Ferrero vyhráli na Roland Garros a dosvědčili tak, že španělská tenisová škola umí vychovávat vynikající antukové specialisty. Manuel Santana byl tenisovou hvězdou před tzv. „open érou“.
Španělé se výrazně prosazují také v cyklistice (Miguel Indurain, Alberto Contador, Roberto Heras) a motorovém sportu (Fernando Alonso, Ángel Nieto, Marc Márquez, Jorge Lorenzo, Jorge Martínez, Dani Pedrosa, Carlos Sainz). Juan Antonio Samaranch stál dlouhou dobu v čele Mezinárodního olympijského výboru. Španělé jednou, v roce 1992, olympijské hry pořádali, a to v Barceloně. Jejich nejúspěšnějším sportem na olympijských hrách je jachting. Úspěšní jsou i v kolektivních sportech – zlato získali ženy v pozemním hokeji (1992), muži ve fotbale (1992) a vodním pólu (1996). Triumf si připsali i tři atleti: chodec Daniel Plaza, mílař Fermín Cacho a výškařka Ruth Beitiaová. Zimní sporty nejsou ve Španělsku obvyklé, ale přesto jednu zlatou olympijskou medaili Španělé mají, v roce 1972 ji vybojoval ve slalomu alpský lyžař Francisco Fernández Ochoa.